# Труба судна

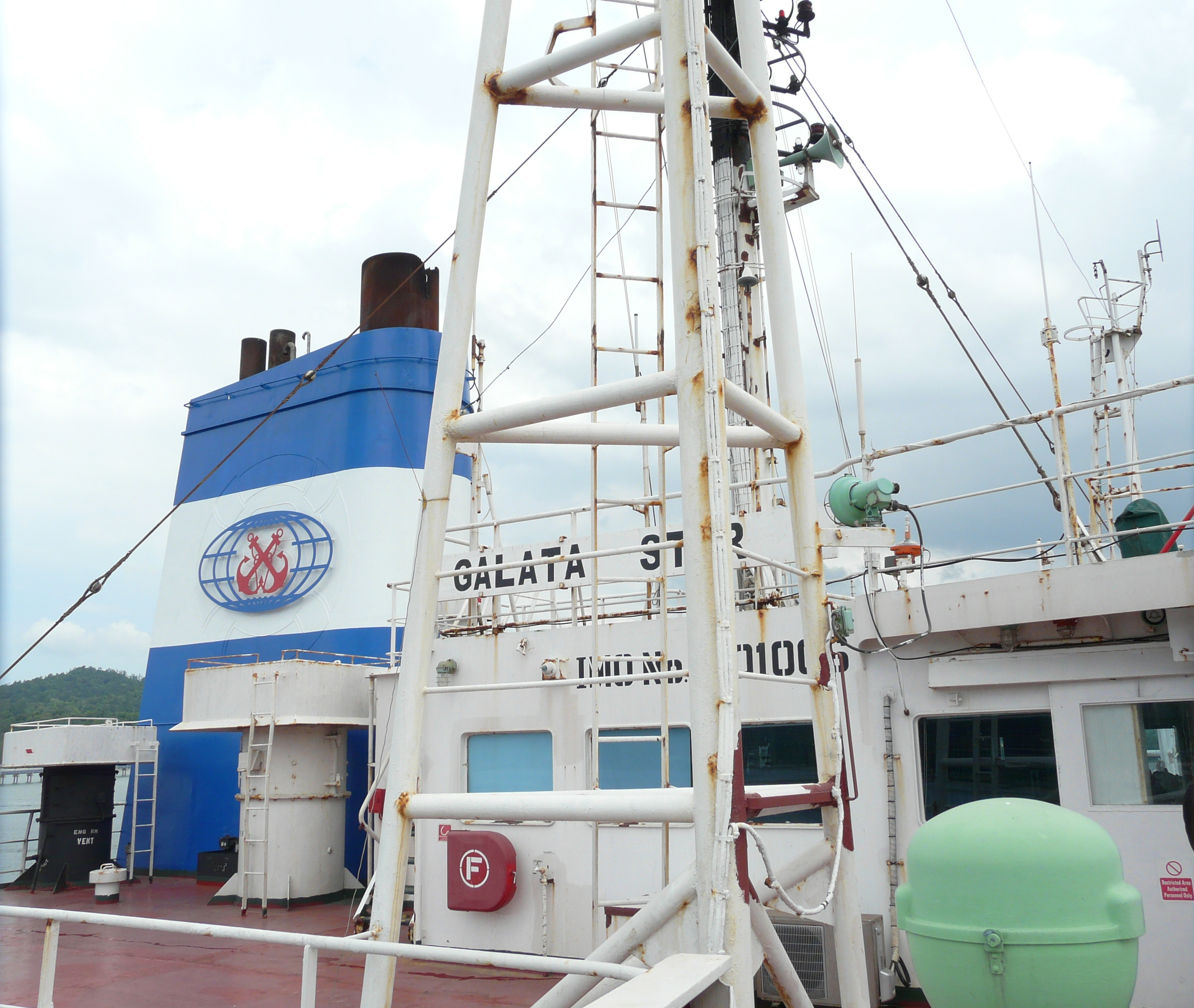
Труба балкера «Galata Star» компании Pacmar Shipping, расположенной в Сингапуре. Видно, что на трубе ранее была другая эмблема, которая затёрта (или срезана) и закрашена, ранее судно принадлежало другой компании

Труба судна (дымовая труба) на современных крупных судах — удлинённая вертикальная (или с наклоном в сторону кормы судна) конструкция, возвышающаяся над надстройками (рубками) судна и предназначена для отвода продуктов горения в атмосферу. Является важной частью архитектурного оформления силуэта судна. Представляет собой кожух, внутри которого находятся газо-выхлопные, дымоходные трубы, глушители. Кожухи имеют различную форму. Иногда на судне ставят декоративную фальштрубу, не связанную с машинным отделением.

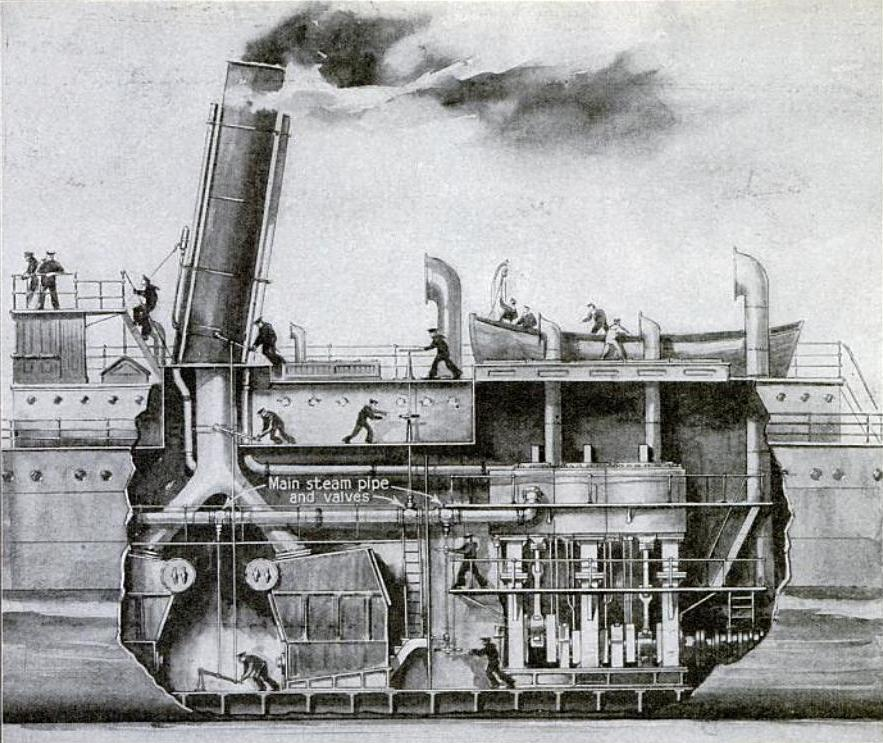

В истории судостроения есть суда с несколькими трубами. Количество труб, их форма и окраска важны для опознавания типа и принадлежности судна.
На малых судах (лодках, катерах, судах на подводных крыльях, катамаранах) трубы могут быть выведены в сторону (а не вверх) или могут быть настолько малы, что не в состоянии нести эмблемно-опознавательную функцию.
Заманчиво расположить на высокой трубе антенны (труба-мачта), но это делают нечасто (например, эскадренные миноносцы типа «Татикадзэ»), дым разъедает их.

## Опознавательная функция трубы судна

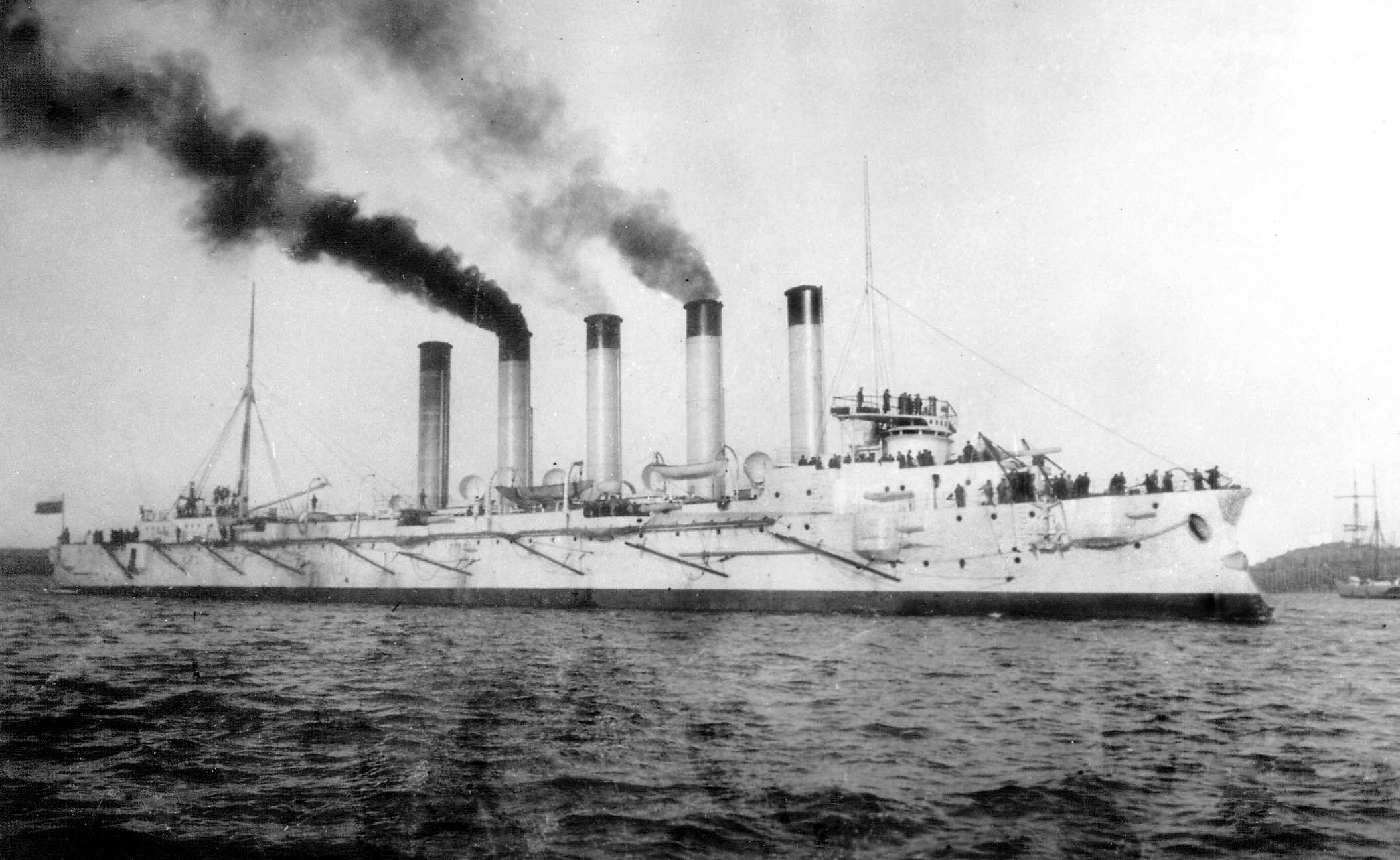
Русский бронепалубный крейсер «Аскольд» построен в Киле на немецкой верфи «Германия» для России — заложен в 08.06.1899, спущен на воду 02.03.1900. По количеству труб и по их окрасу крейсер опознавали издалека

Труба судна с самого начала имела опознавательную функцию. Огромный размер труб по отношению к размеру судна позволял заметить трубу и мачты судна сразу с появлением судна на горизонте, а дым от трубы можно было увидеть ещё до появления судна на горизонте. Опознать судно по хорошо выступающей трубе (трубам) можно издалека, иногда при появлении судна на горизонте, а это, при хорошей видимости, около 25 миль (46 км).
Небольшого размера эмблему на трубе судна так далеко не увидеть. По количеству и расположению труб (трубы) на судне можно было определить какое судно (или какого типа судно), так как однотипные суда (включая военные корабли) имели одинаковое количество труб.
Постепенно трубы стали строить всё меньших размеров, похожими друг на друга и хорошо разглядеть такую трубу можно было всё с более меньшего расстояния, чем ранее.

## Эмблемно-опознавательная функция трубы судна
Со временем труба судна приобрела вторую функцию — эмблемно-опозновательную. Окрас трубы и эмблему можно разглядеть с расстояния в несколько километров, иногда с большего расстояния с помощью бинокля.

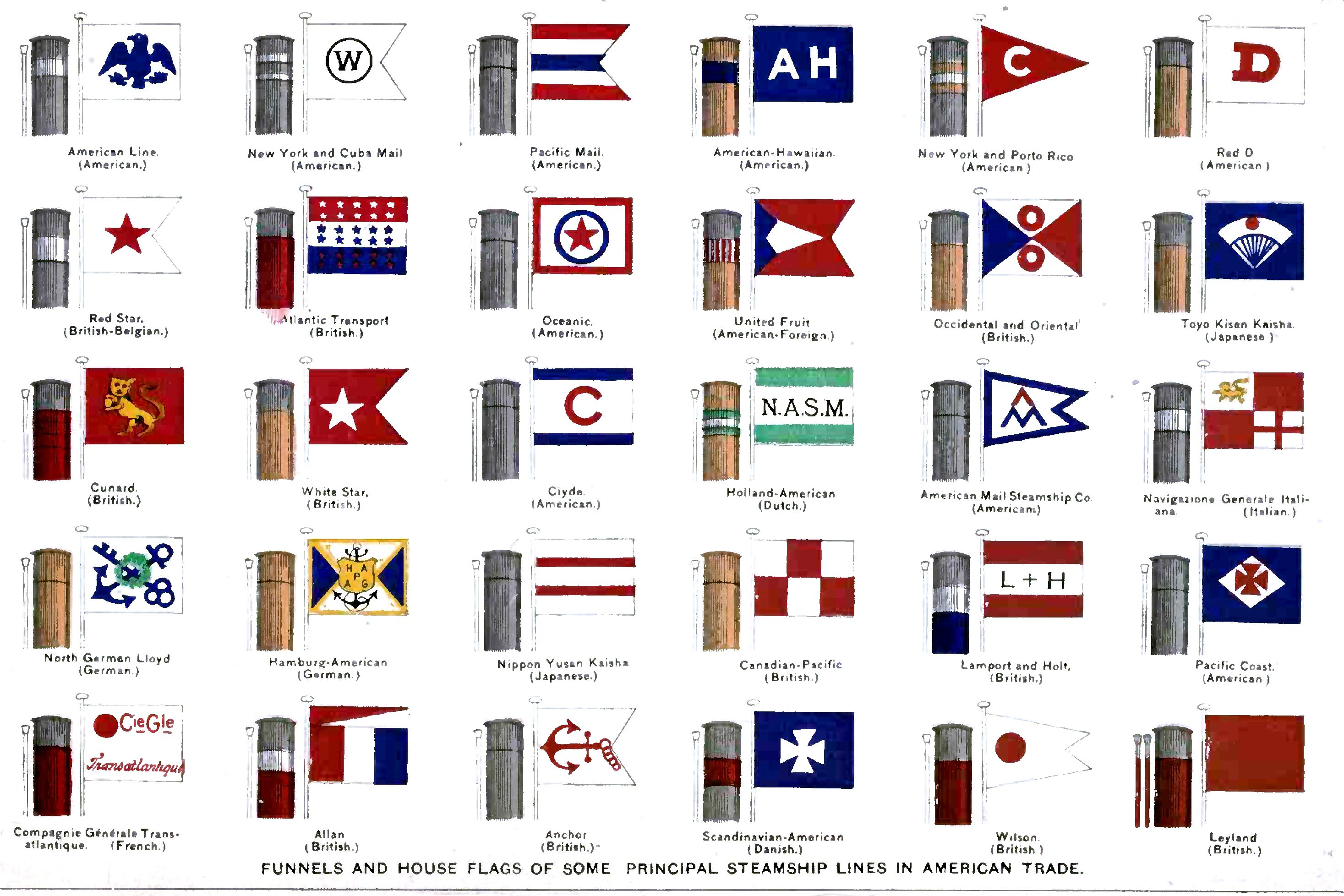
Трубы и флаги судов компаний-участников в торговле с Америкой в 1900—1905 годах

В первой половине XIX веке трубы красили в основном в чёрный цвет. Во второй половине XIX века появились трубы разных доступных цветов. Каждая компания (пароходство) или государственный флот стали красить трубы своих судов в свой цвет.
Когда трубы стали меньшего роста и похожими друг на друга, то каждая компания, пароходство стали маркировать трубы своих судов в свой набор цветов и со своей эмблемой. Эти эмблемы или рисовали краской с обеих боков труб, или делали стальные заготовки, которые крепили с помощью заклёпок, сварки или наплавляли с обеих боков трубы и затем раскрашивали. Если компании государственные, то могла быть выставлена эмблема государства. Часто также использовались цвета государства при окрасе трубы.

## Цвета и эмблемы
Принадлежность судна определённой компании, группе компаний, линии, государству может быть выражена на трубе судна с помощью:
- Цвета компании — это цвета, в которые окрашивает компания все свои суда, включая трубы судна.[2] Если компания имеет сухогрузный и пассажирский флот, то для каждого флота может быть свой цвет.

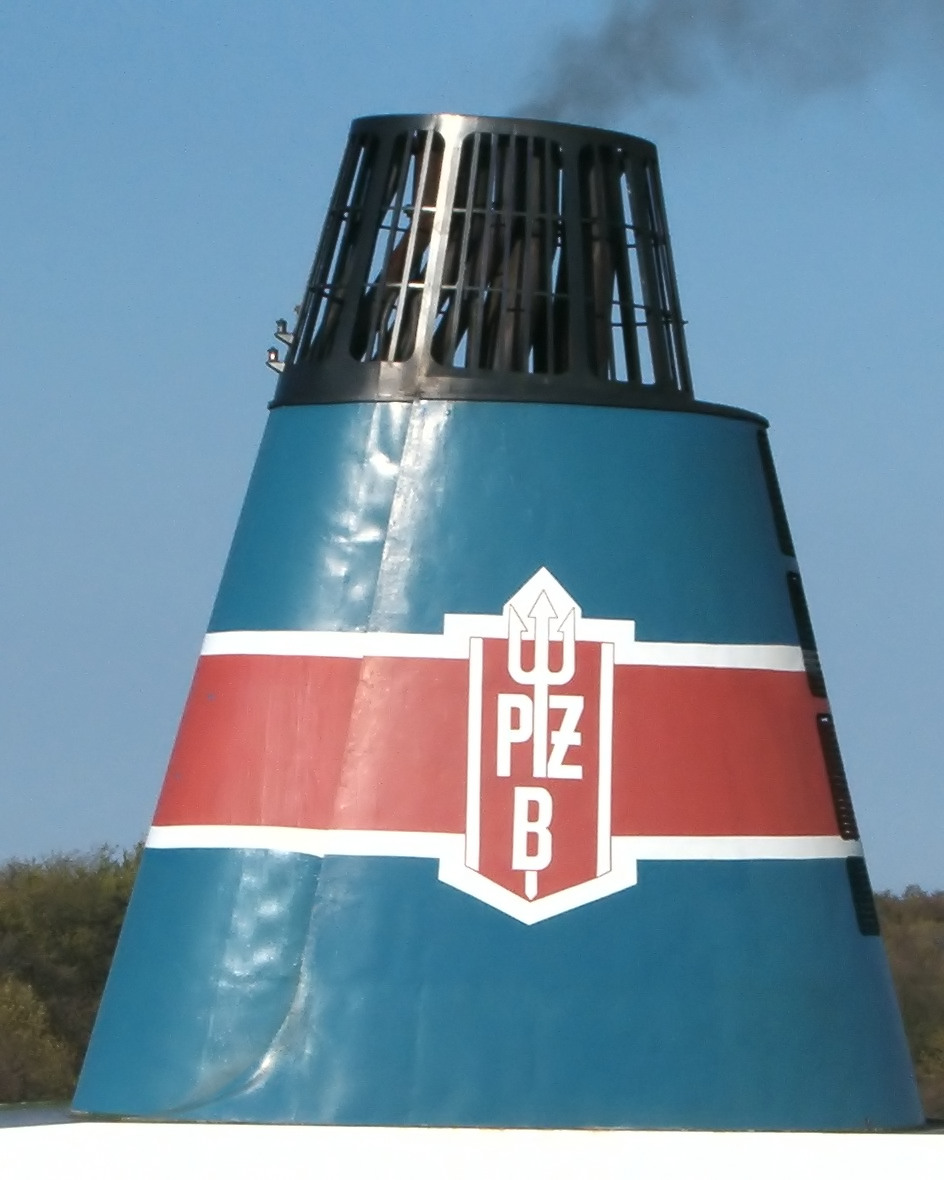
Труба пассажирского парома "Scandinavia" 1980 года компании "Polska Żegluga Morska"
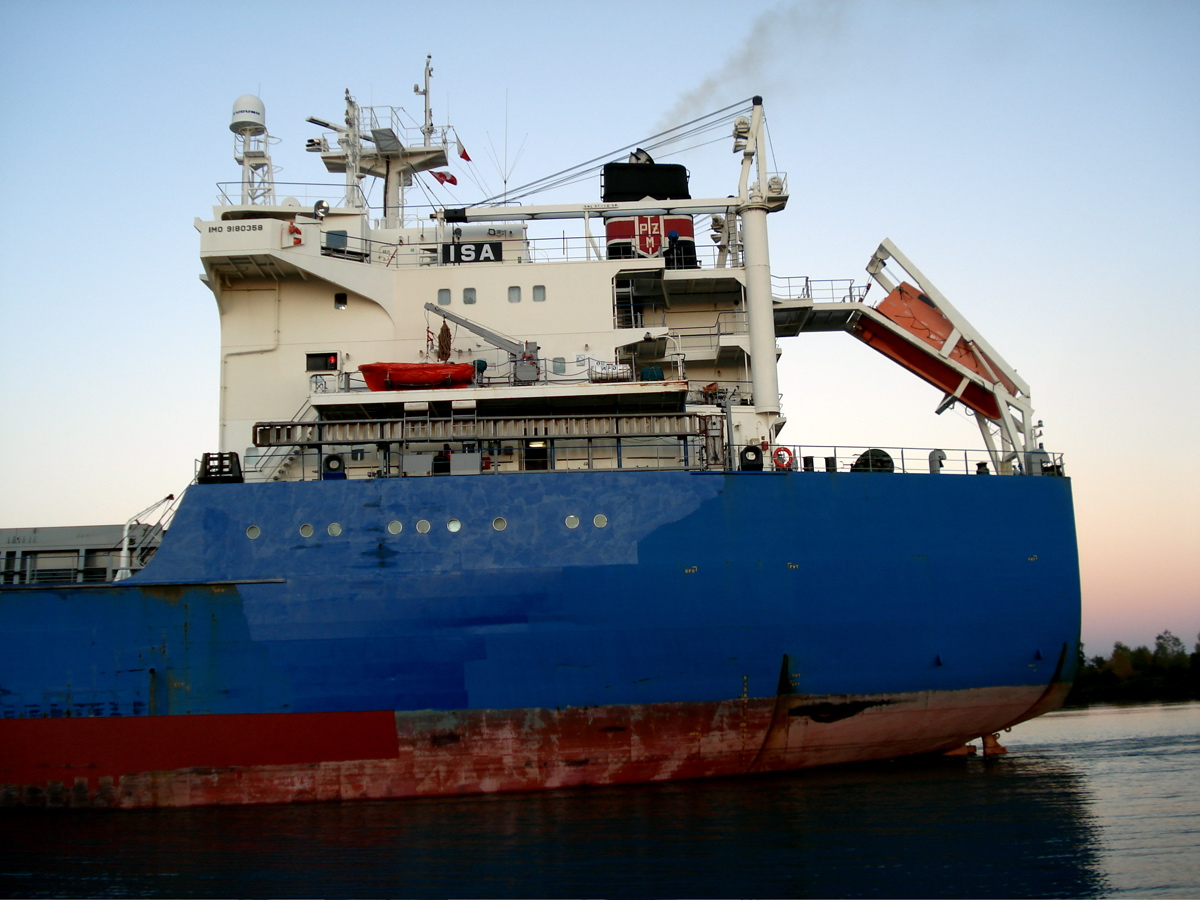
Теплоход «Isa» 1999 года польской компании "Polska Żegluga Morska"

- Цвета государства — это цвета флага или иные традиционные цвета государства, которые часто применяют пароходными компаниями для окраса судов и в том числе и труб судов.

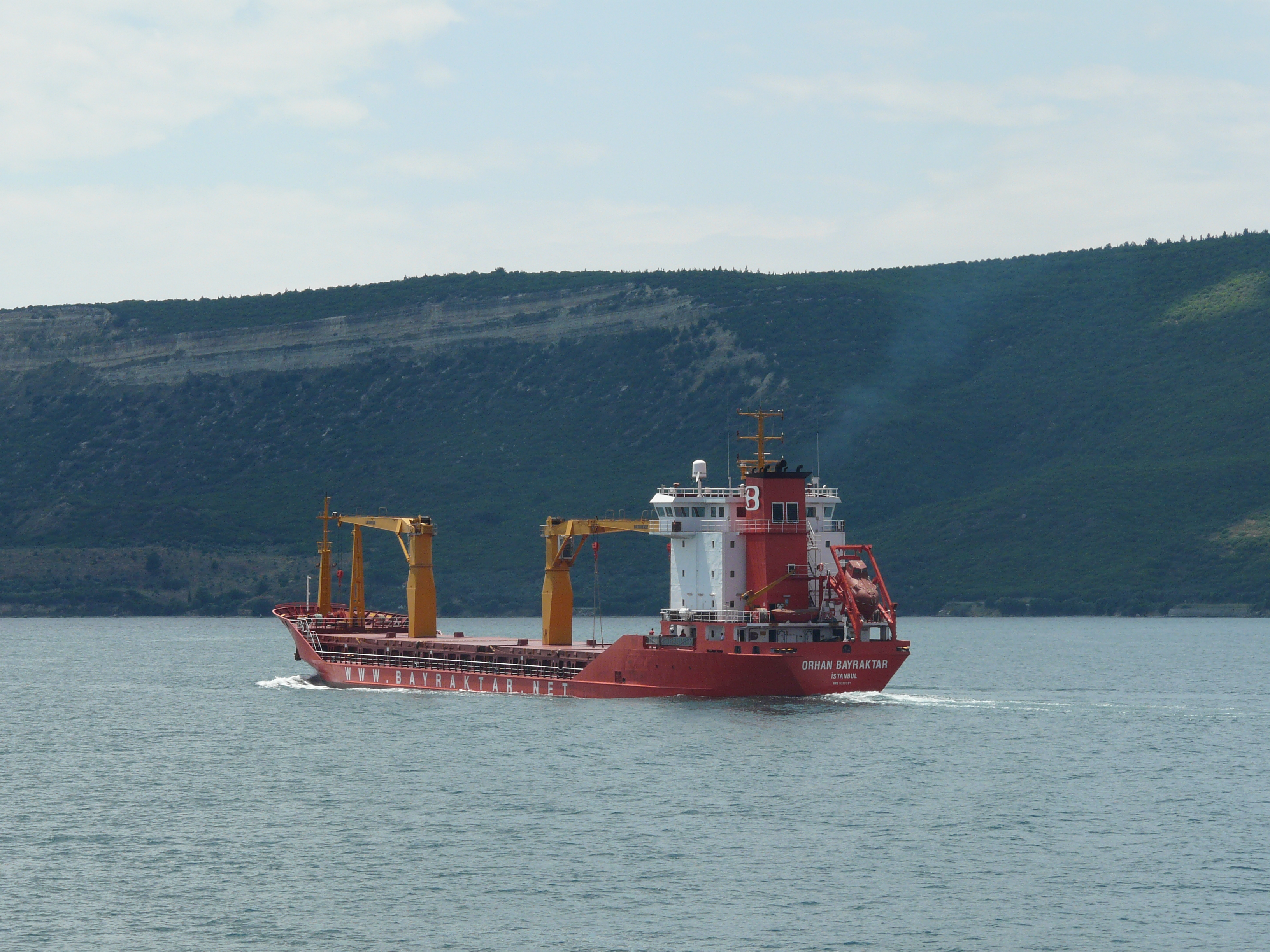
Турецкое судно «Orman Bayraktar». Длинная и хорошо опознаваемая труба судна. Фото 2010 года. Красный цвет - цвет знамени Турции. На трубе логотип компании

- Цвета вероисповедания — это цвета основного вероисповедания в стране, к которой принадлежит судно, компания. Также применяют часто в окрасе труб. Например, многие исламские государства предпочитают иметь зелёный цвет в своих эмблемах и окрасе труб судна; турки предпочитают красный цвет, цвет их знамени, для окраса труб.
- Эмблема или флаг государства — это герб или элементы герба и других эмблем государства. В СССР каждое пароходство окрашивало трубы судов в фон своего цвета или было несколько цветов, а сверху красная полоса и эмблема серп и молот (флаг СССР) были одинаковы для всех. Для судов ЧМП, как правило, чёрный фон был для торгового флота и белый фон — для пассажирского флота. Но были и исключения.

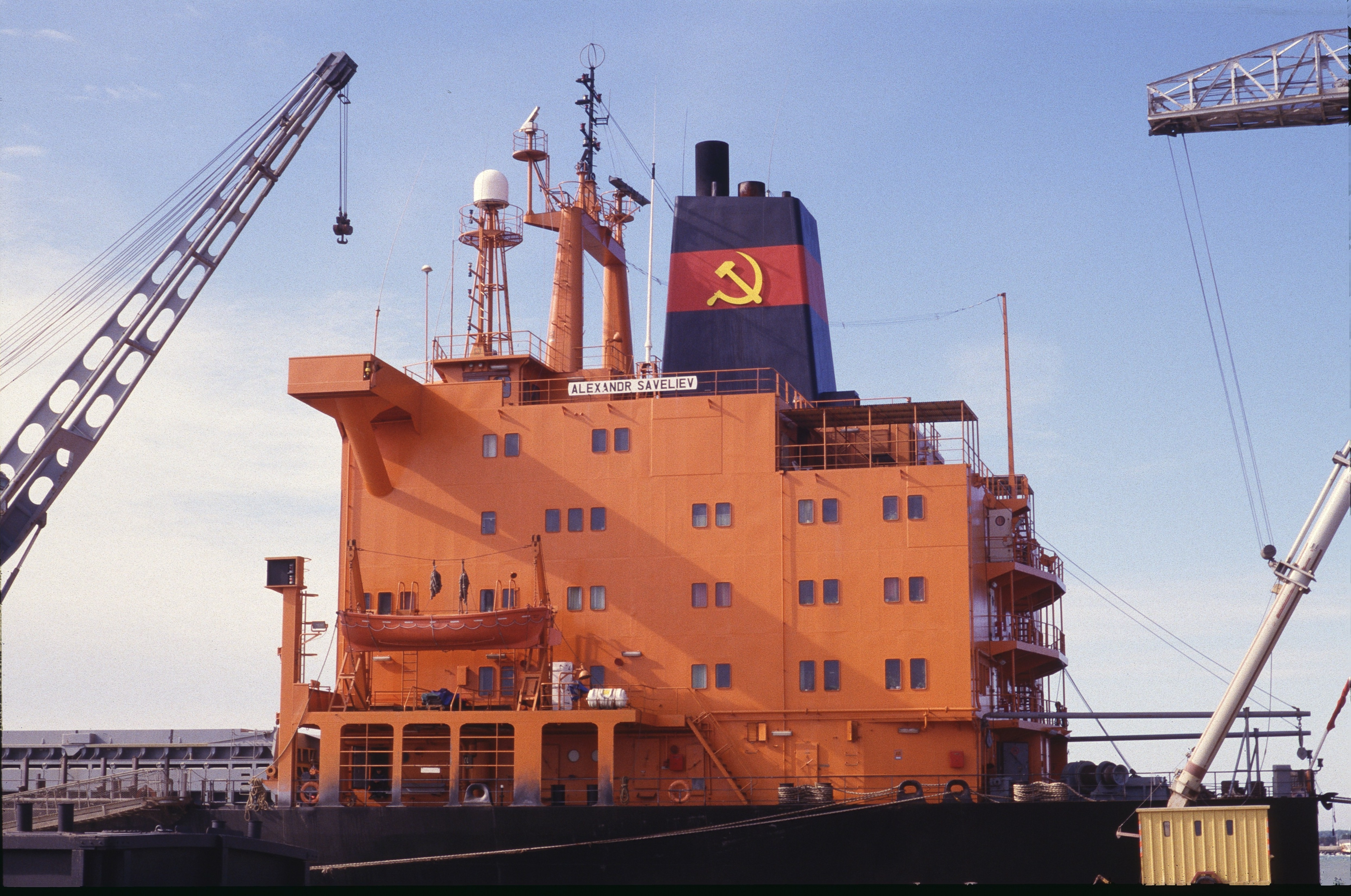
Труба сухогрузных судов Черноморского морского пароходства в СССР - это уже история
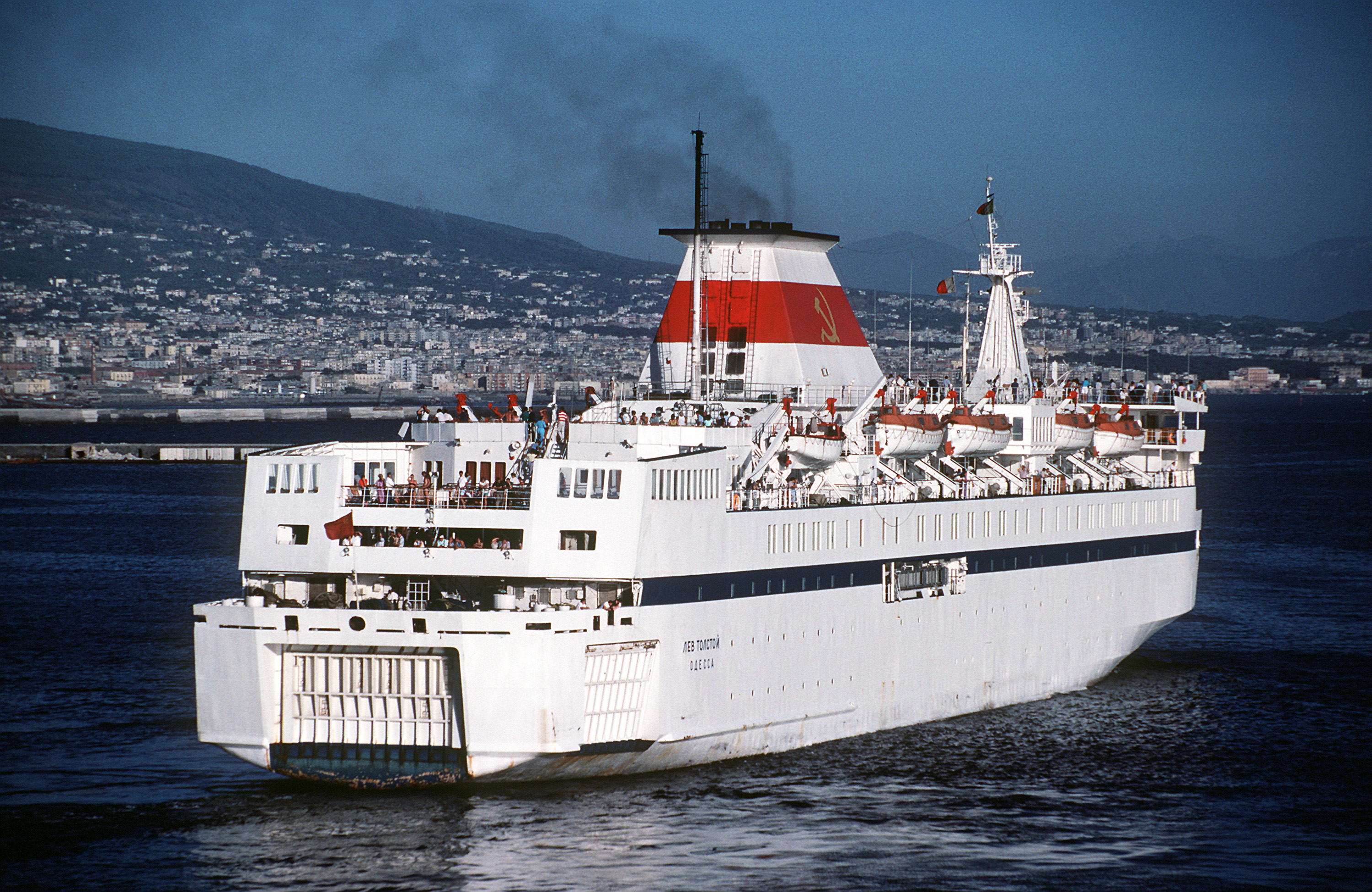
Пассажирское судно «Лев Толстой», ЧМП, сентябрь 1988 года. После развала ЧМП и СССР менял окрас трубы

- Флаг компании — это один из символов компании и если на трубах свои судов компания рисует свой флаг, то это уже эмблема.

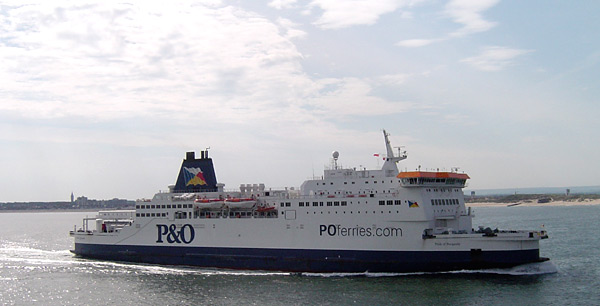
Пассажирский паром «Pride of Burgundy» («Orgull de Borgonya») принадлежащий компании P & O Ferries около порта Дувр (Франция)

- Название компании или аббревиатура компании или объединившейся группы компаний — есть компании, которые пишут заглавные буквы или полностью название своей компании на трубе. На трубе судна название компании можно принять за эмблему или логотип.

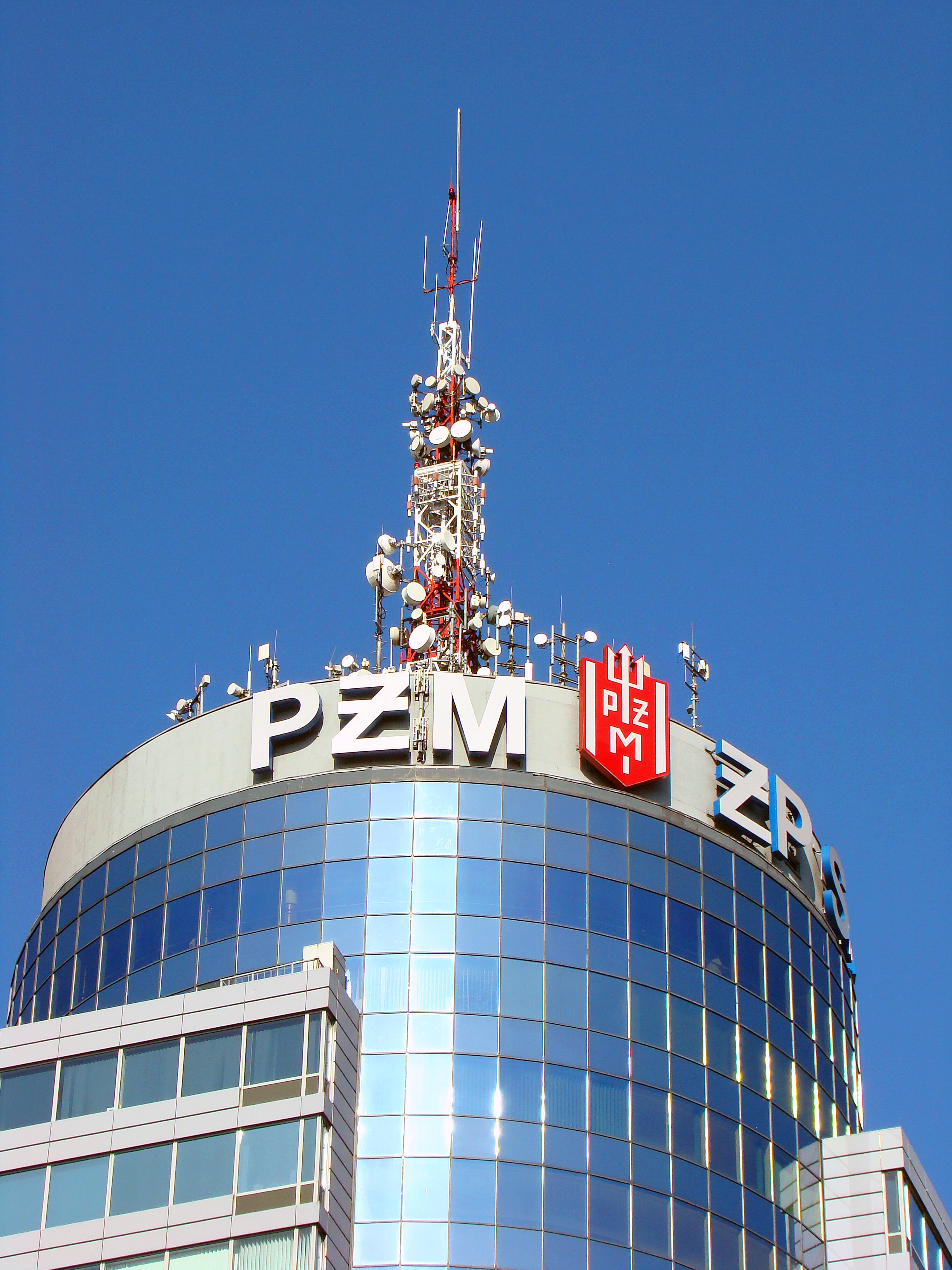
Заглавные буквы и эмблема компании на фасаде знания польской компании "Polska Żegluga Morska существующей с 1951 года"
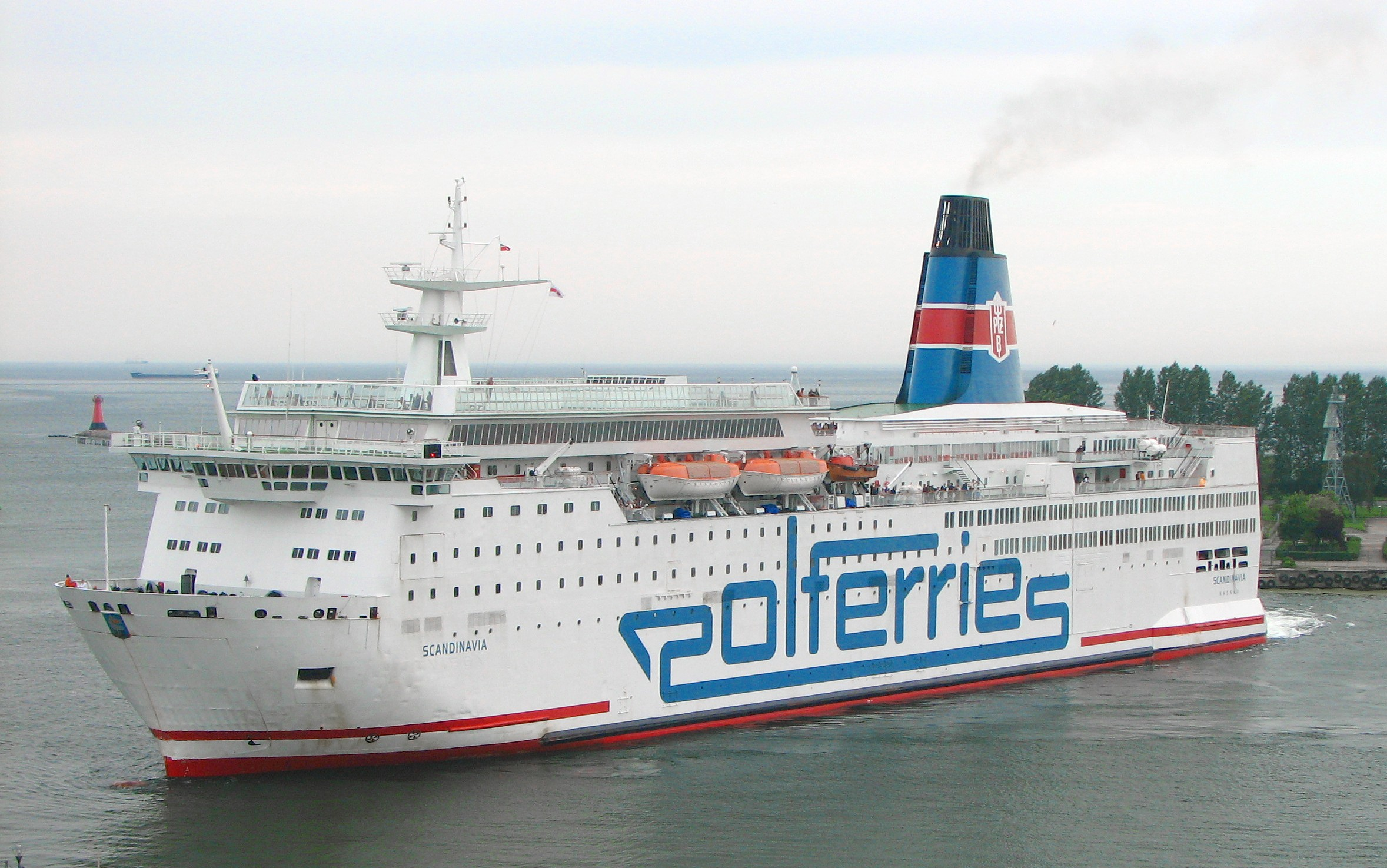
Пассажирский паром "Scandinavia" 1980 года компании "Polska Żegluga Morska"
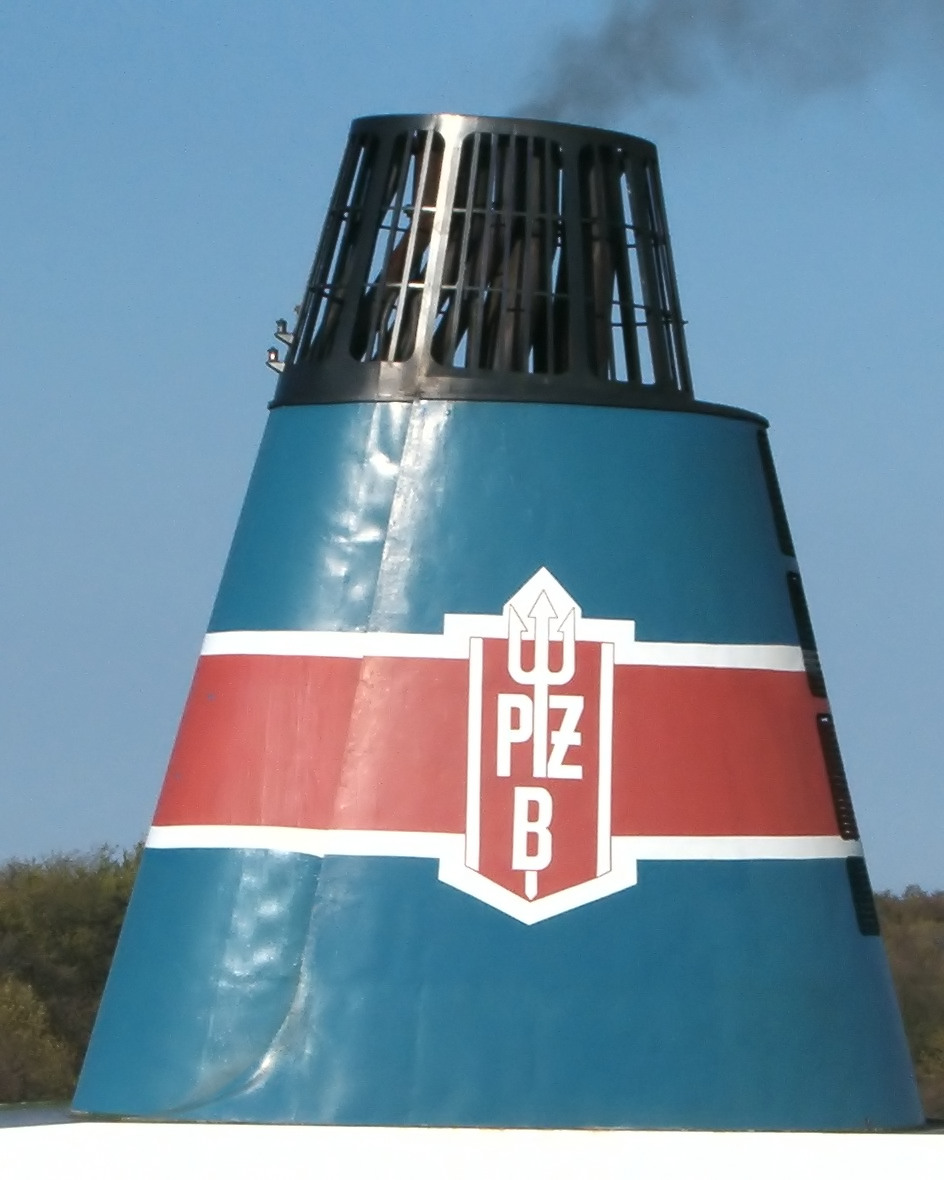
Труба пассажирского парома "Scandinavia" 1980 года компании "Polska Żegluga Morska"
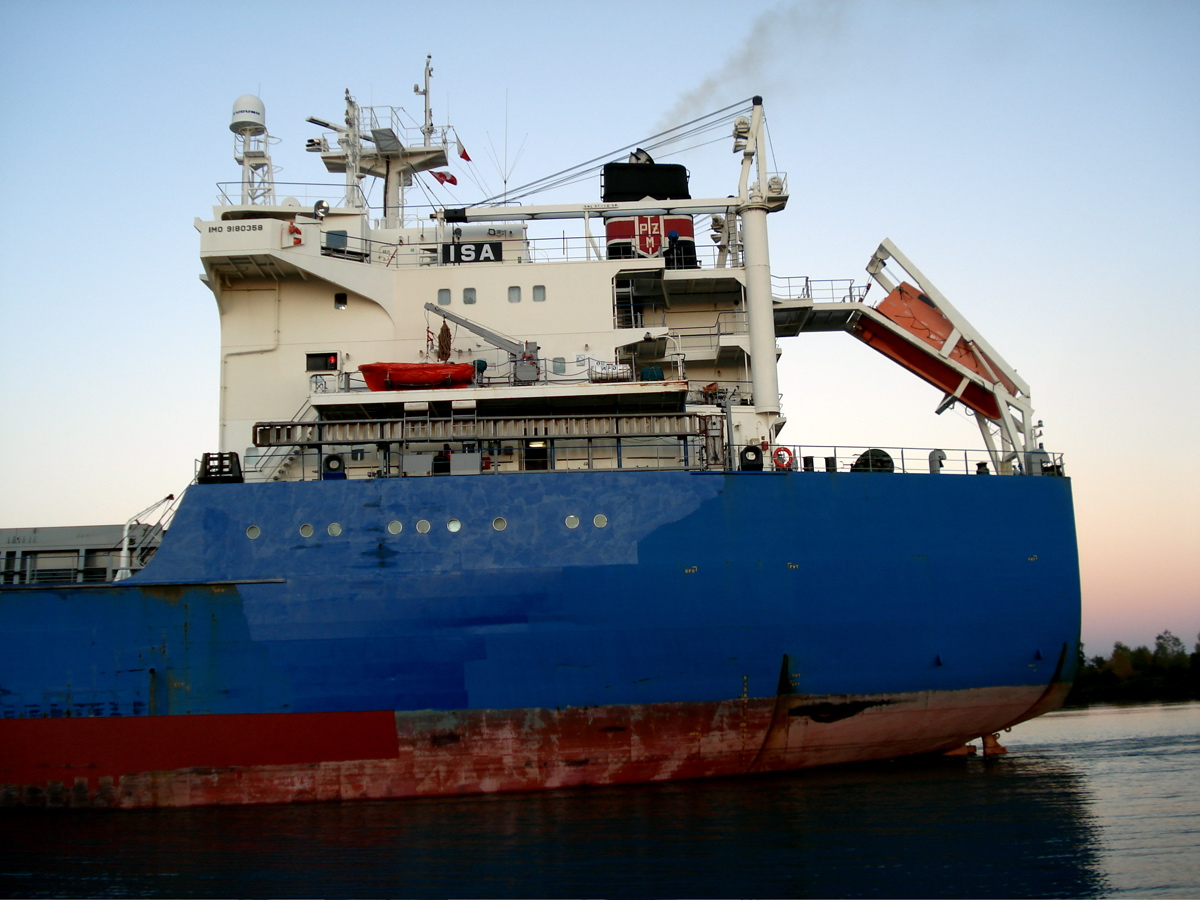
Теплоход «Isa» 1999 года польской компании "Polska Żegluga Morska"
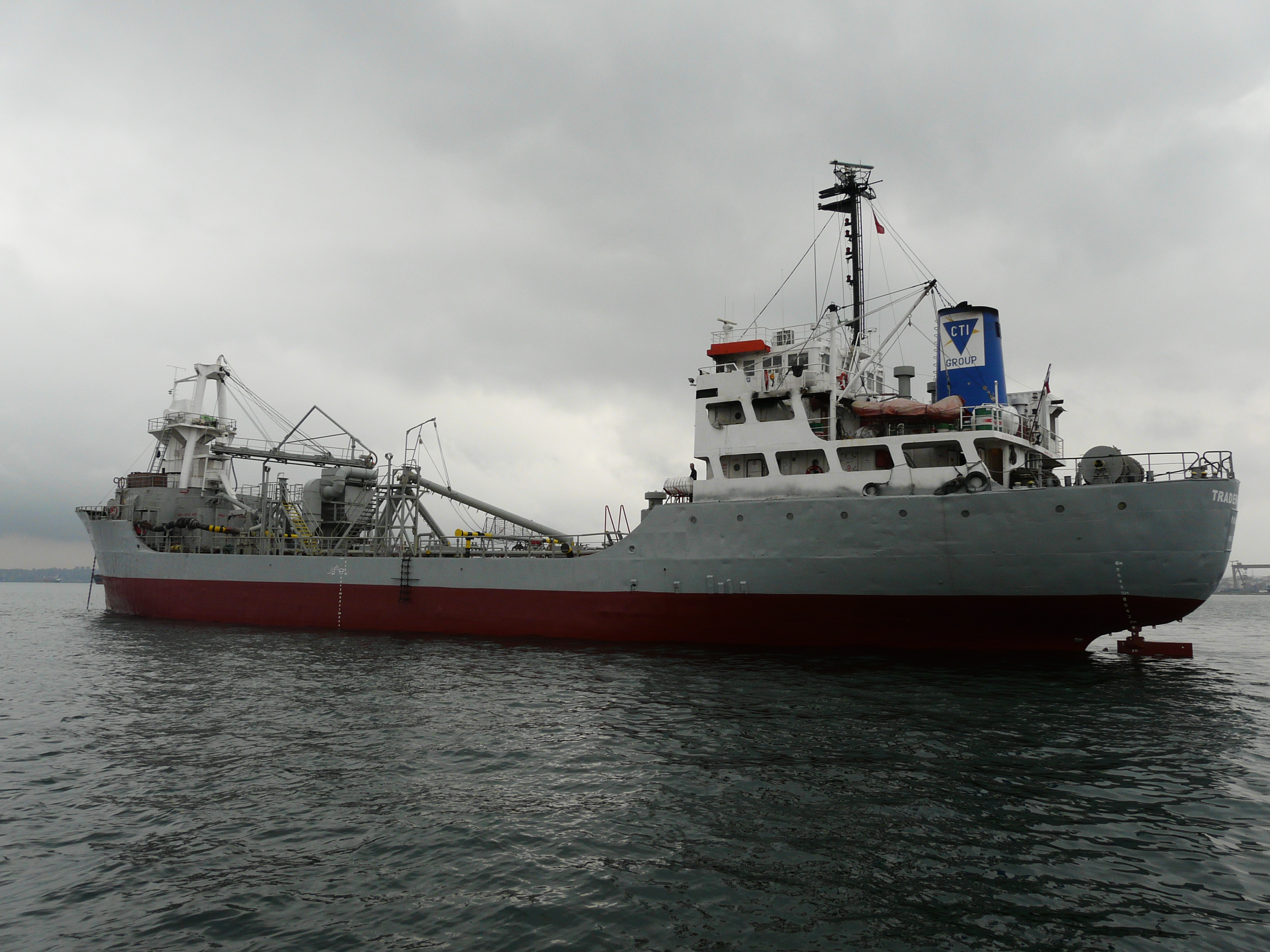
Цементовоз «Trader Arrow» — на трубе название группы, в которую объединились компании - "CTI GROUP". Фото от 13/03/2009
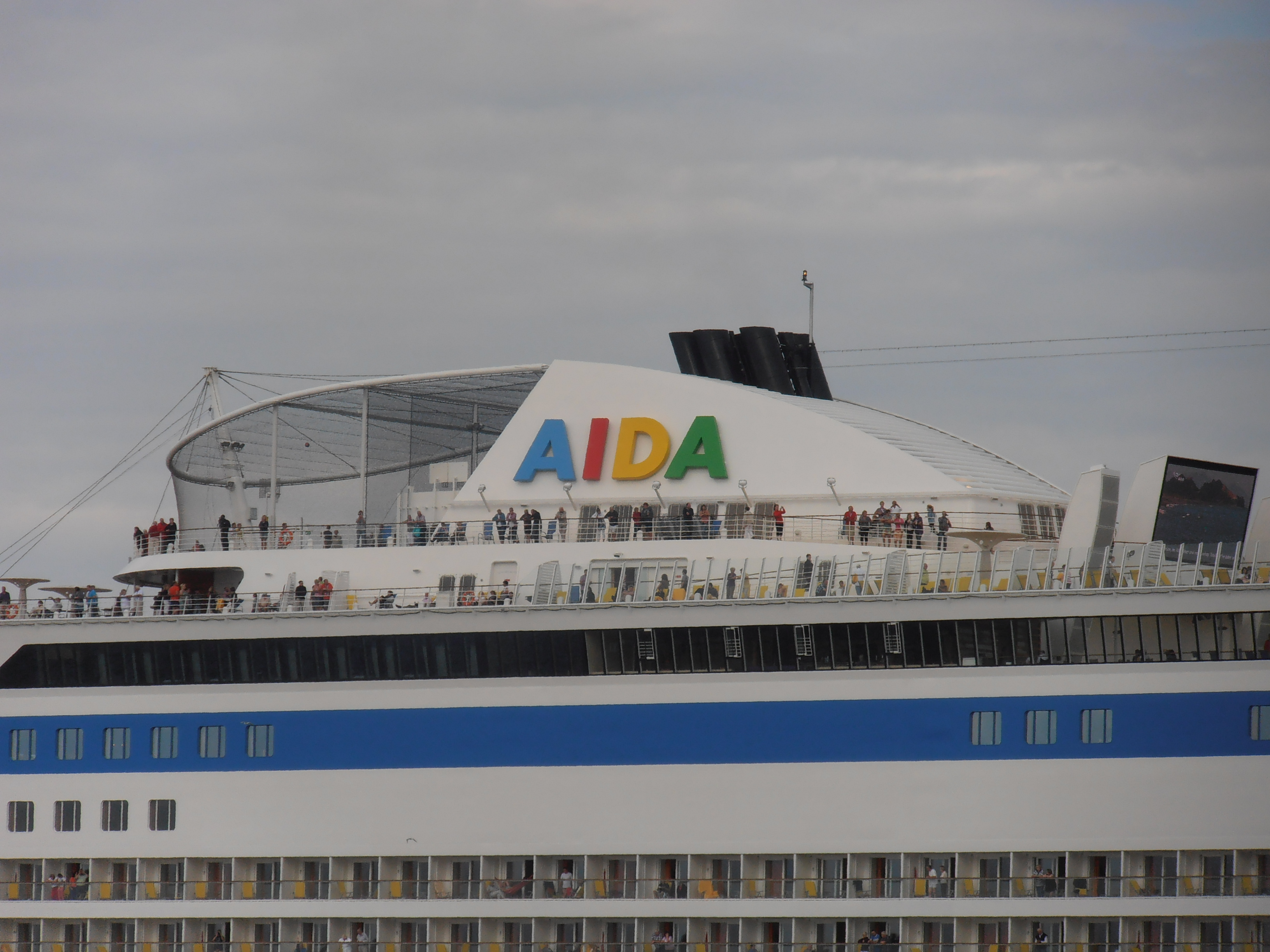
Труба пассажирского судна "AIDAsol" компании "AIDA Cruises"

- Логотип (от др.-греч. λόγος — «слово» и τύπος — «отпечаток») — графический знак, эмблема или символ, используемый для повышения узнаваемости и распознаваемости в социуме. Логотип представляет собой название сущности, которую он идентифицирует, в виде стилизованных букв и/или идеограммы.

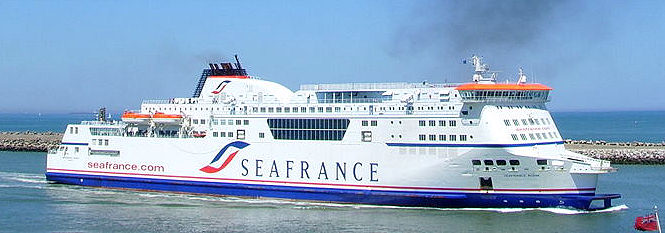
Пассажирский паром «SeaFrance Rodin» компании SeaFrance. На трубе эмблема с использованием цветов государственного флага (цвета государства) напоминающая заглавные буквы компании "S" и отчасти "f". Фото от 25/07/2007
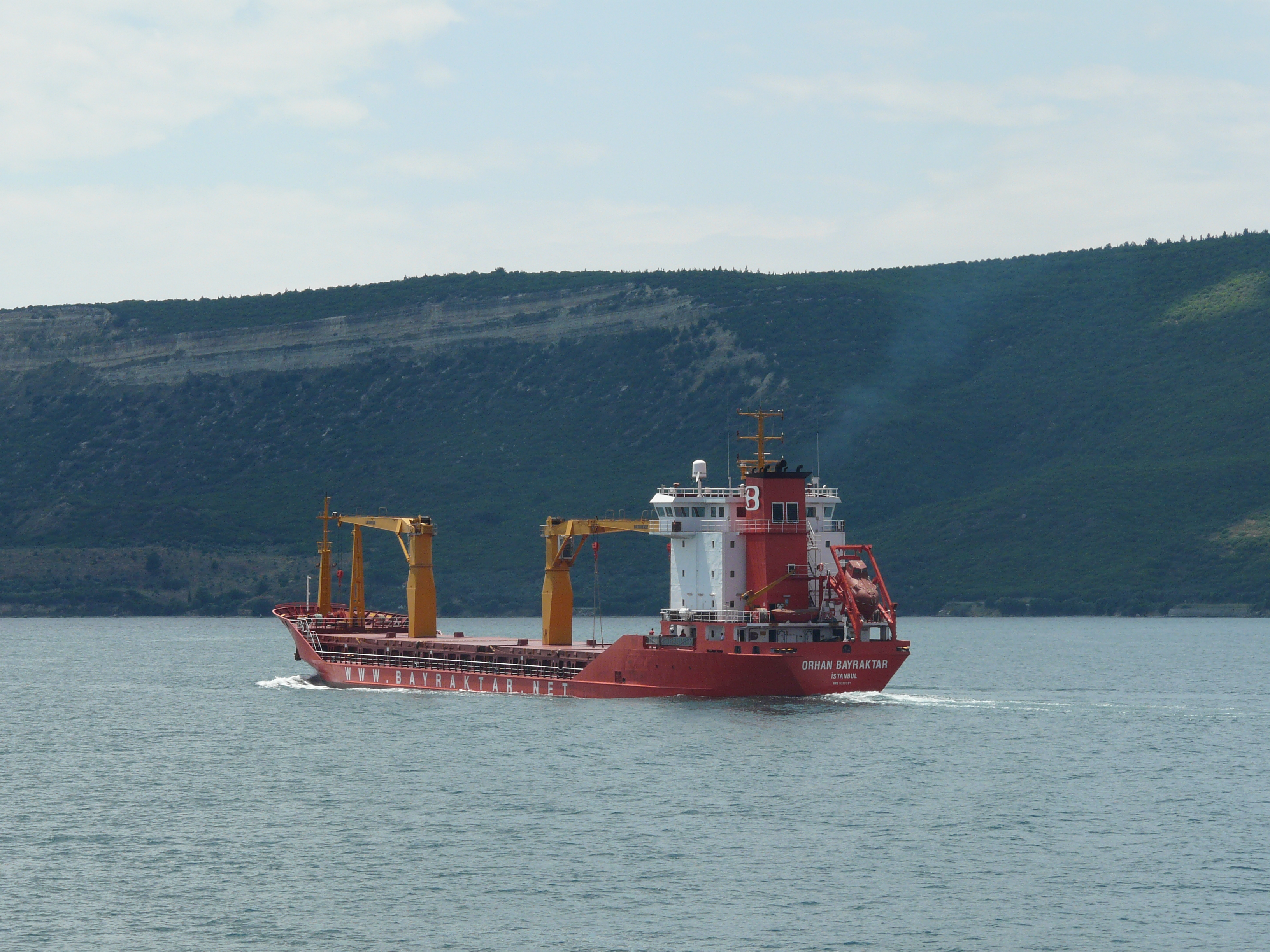
Турецкое судно «Orman Bayraktar». Длинная труба судна хорошо опознаваема сзади и с боков. Фото 2010 года. Турки любят использовать красный цвет в окрасе труб - цвет их знамени. Буква на трубе - логотип компании
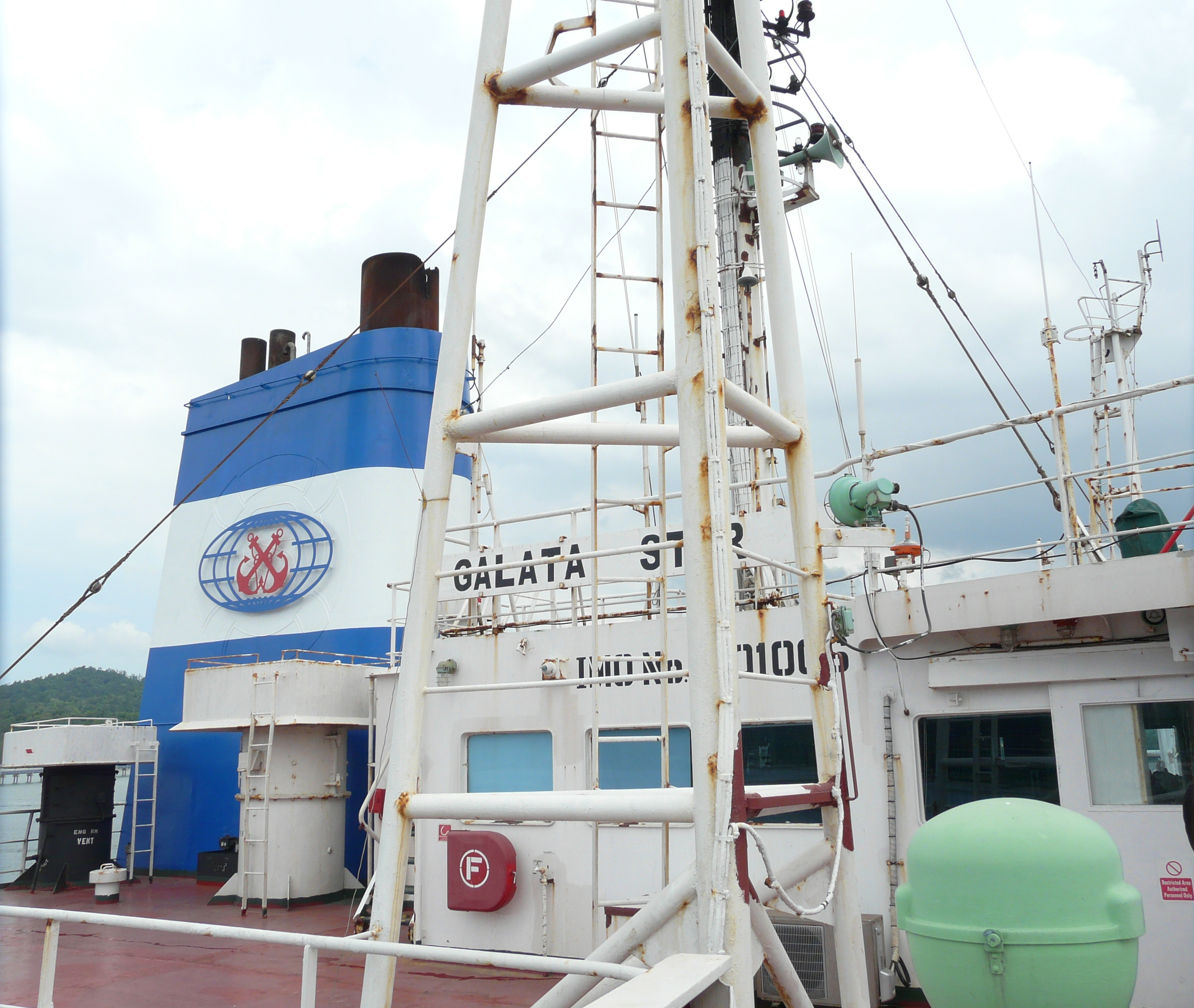
Труба балкера «Galata Star» компании «Pacmar Shipping», расположенной в Сингапуре. Видно, что на трубе ранее была другая эмблема, которая затёрта или срезана и закрашена — ранее судно принадлежало другой компании
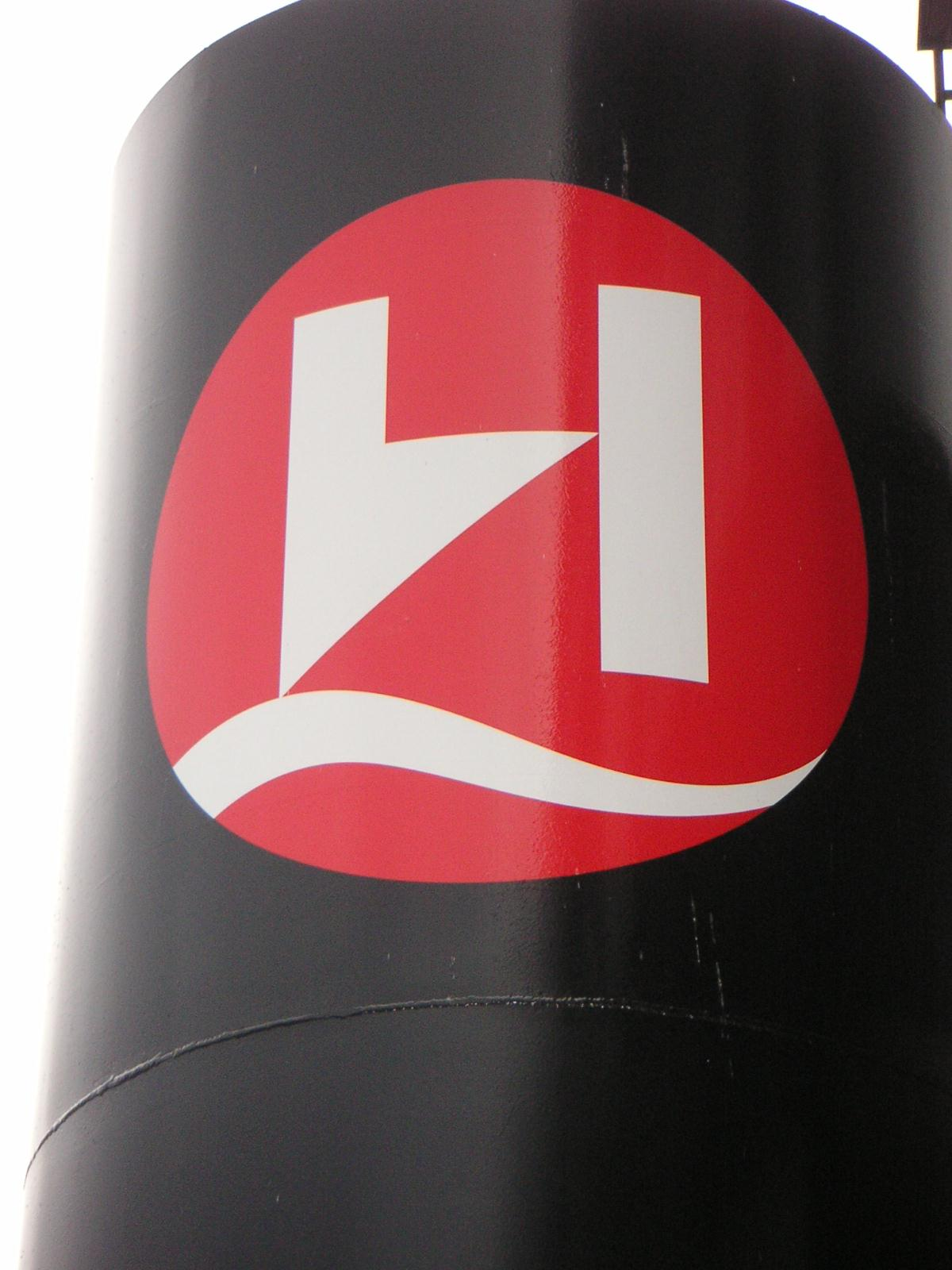
Логотип на трубах судов норвежской компании
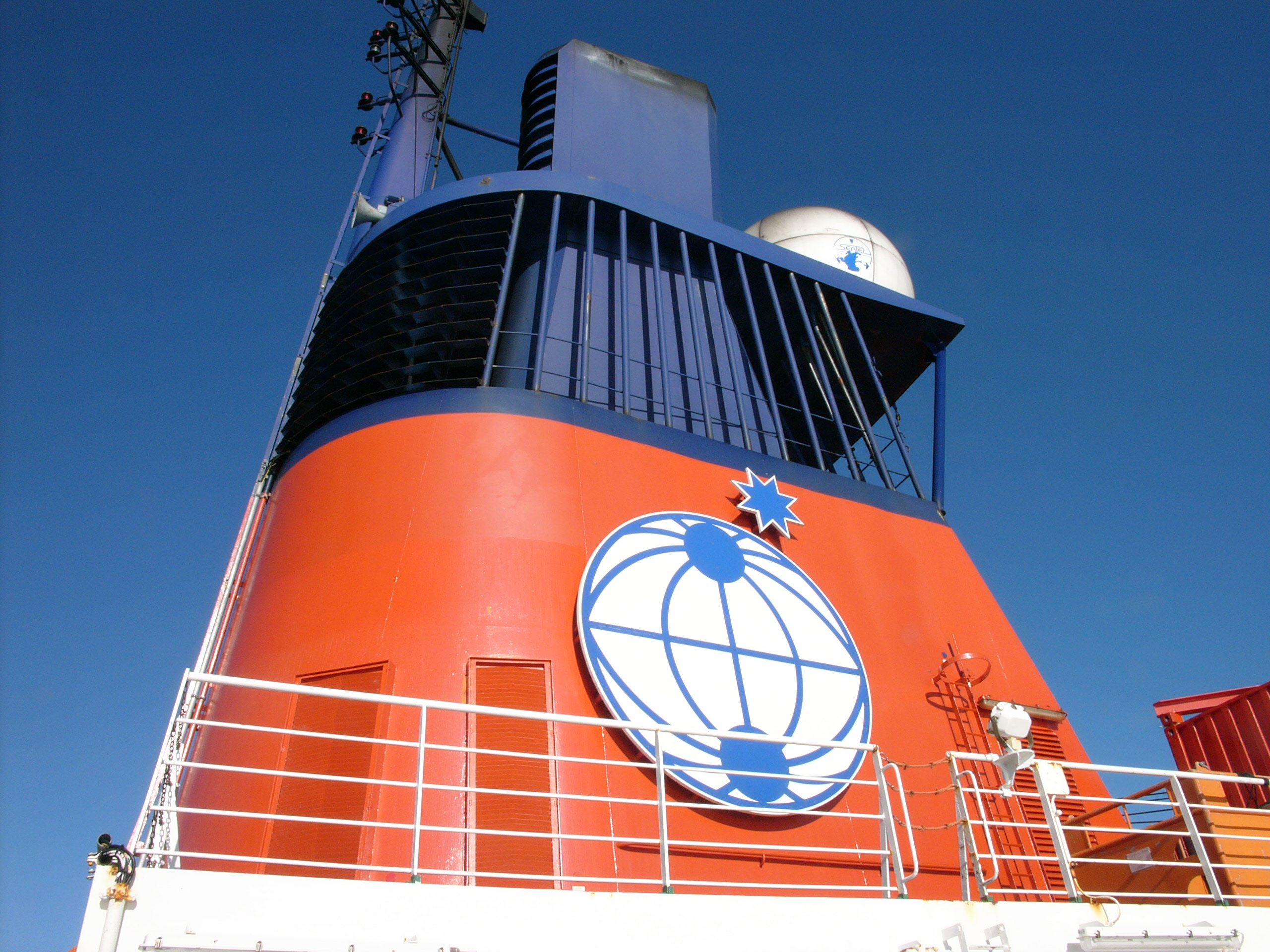
Труба немецкого исследовательского судна POLARSTERN с логотипом Института полярных и морских исследований имени Альфреда Вегенера в Бремерхафене

Эмблемы выставляли на парусных судах, в том числе флаги и вымпелы на мачтах, до появления пароходов. Ещё на ранних гребных и парусных судах выставляли на борта щиты с эмблемами. Когда появились первые пароходы, то эмблему выставляли иногда на кожухе гребных колёс. Трубу судна долгое время для этого не использовали, так как во время работы машины судна труба нагревалась до температур, которые уничтожали краску на трубе или меняли её цвет. И только когда труба стала выполнять роль кожуха и появились теплостойкие краски стало возможным окрашивать трубу судна и выставлять на трубе эмблему.

## Рекламная функция трубы судна
Даже не прочитав текст рекламы или рекламных открыток видно, что первые 2 рекламы — это рекламы «Cunard Line».
Вторые 2 открытки — это «Red Star Line» после 1893 года или «American Line» (обе компании входили в «International Mercantile Marine Company»).

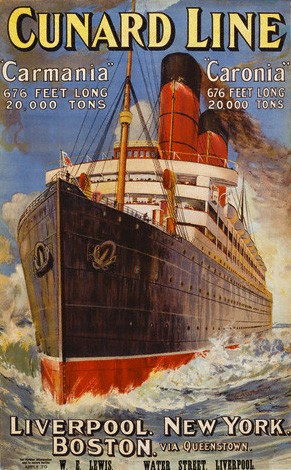
Рекламный плакат 1905 года
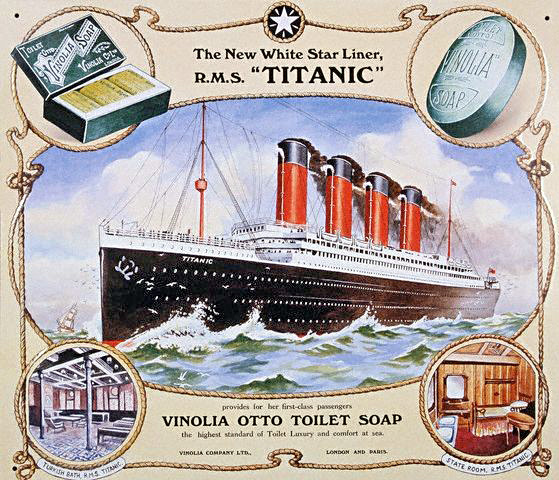
Titanic of 1912 (46,328 GRT)
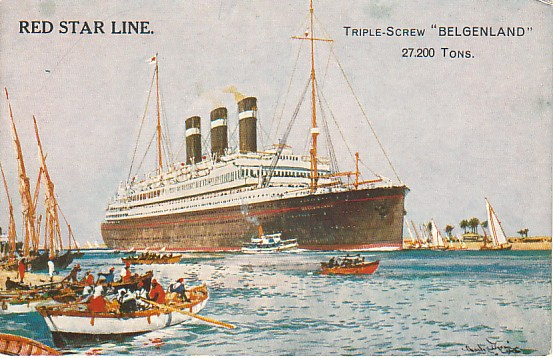
Почтовая карточка с пароходом «Belgenland» 1914 года
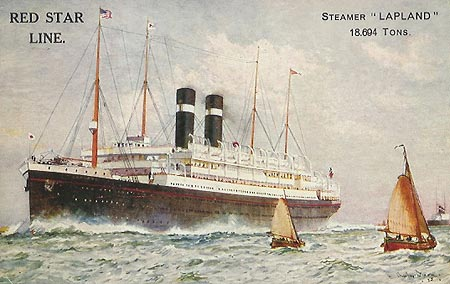
Почтовая карточка с пароходом «Lapland»

Некоторые компании ставят трубу судна с эмблемой рядом со своим главным зданием, что является тоже рекламой. Как правило, это труба со старого, сданного на металлолом судна, и, возможно, старый логотип компании.

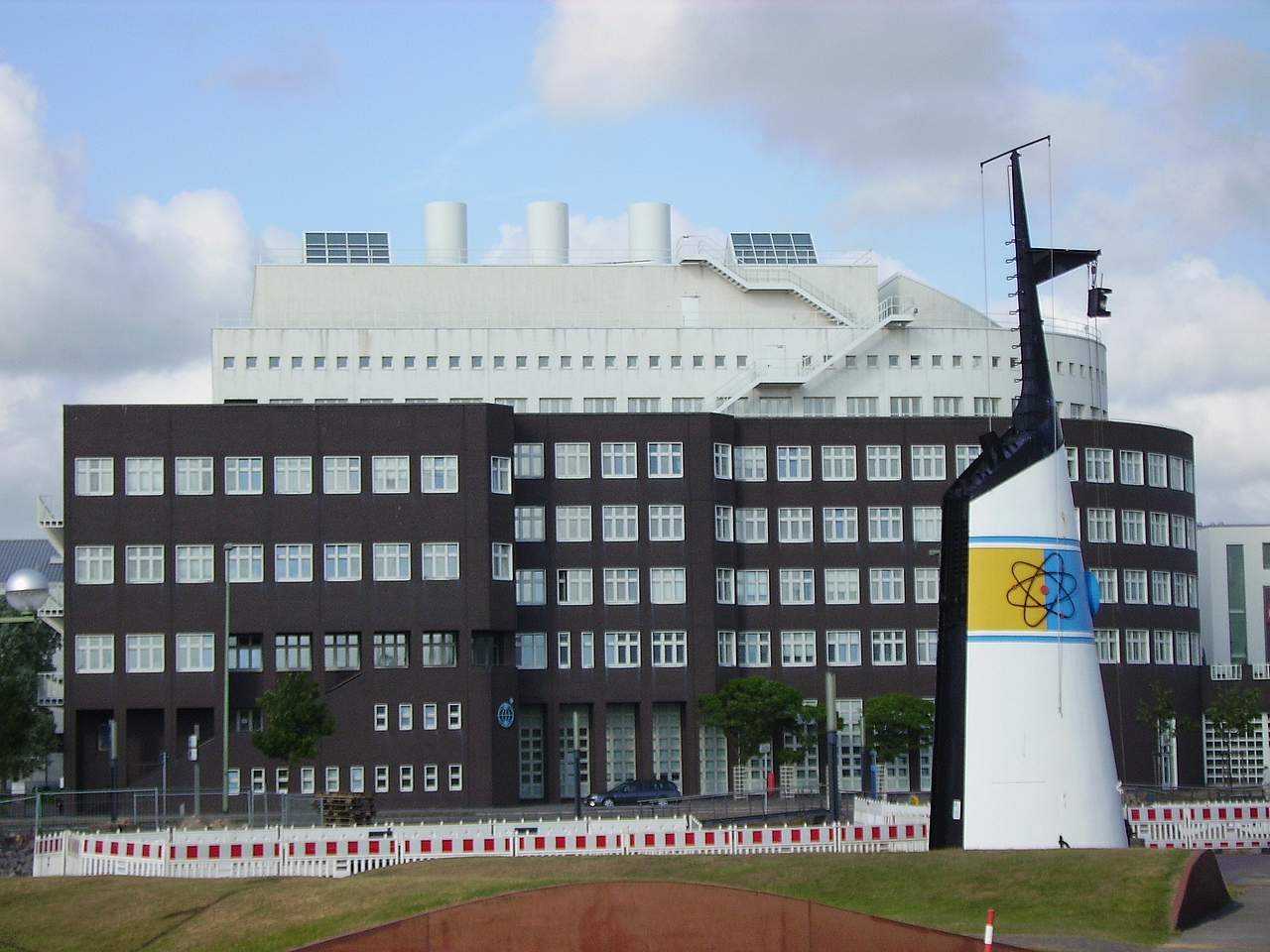
Вид на Институт полярных и морских исследований имени Альфреда Вегенера в Бремерхафене. На правой стороне бывшая дымовая труба немецкого атомного грузового судна "Otto Hahn"

## Труба и возраст судна
Греческий бункеровщик «ΑΓΙΑ ΖΩΝΗ III» с трубой-мачтой. Обе фотографии от 27 января 2007 года.
Визуально можно приблизительно определить возраст судна исходя из:
- Вида трубы (модели, так сказать) — каждый производитель двигателя в начале пароходостроения часто прилагал к двигателю свою модель трубы.
- Окрас трубы судна одной и той же компании мог быть изменён в зависимости от вхождения в товарищество, смену линии, смену товарищества или материнской компании.

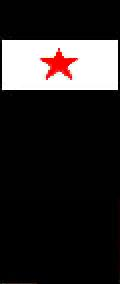
Окрас труб пароходов «Red Star Line» с 1873 года
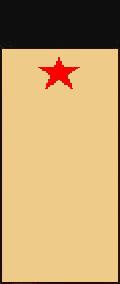
Окрас труб пароходов «Red Star Line» с 1884 года
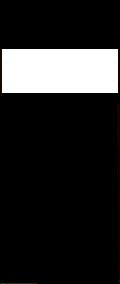
Окрас труб пароходов «Inman Line» существовавшей до 1893 года и пароходов «Red Star Line» с 1893 года
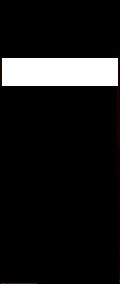
Окрас труб пароходов компании «American Line» - белая полоса уже, чем у пароходов компаний «Inman Line» и «Red Star Line»

- Окрас трубы судна меняли с переходом (продажей) судна в другую компанию, на другую линию. Вначале трубу устанавливали близко к миделю (к середине) судна. После 1960-х годов машинное отделение и трубу судна стали постепенно смещать на корму.
- Положения трубы относительно корпуса других элементов судна.
- Форма, в смысле прогрессирующий дизайн труб судов — прогресс видоизменял главные двигатели и трубы. Трубы начали сильно видоизменяться в передовых странах начиная с конца 1950-х и в остальных странах с началом 1960-х годов. В 1980-х годах появились прямоугольные (квадратные) в горизонтальном сечении трубы, но преимущественно на судах торгового, а не пассажирского флота.

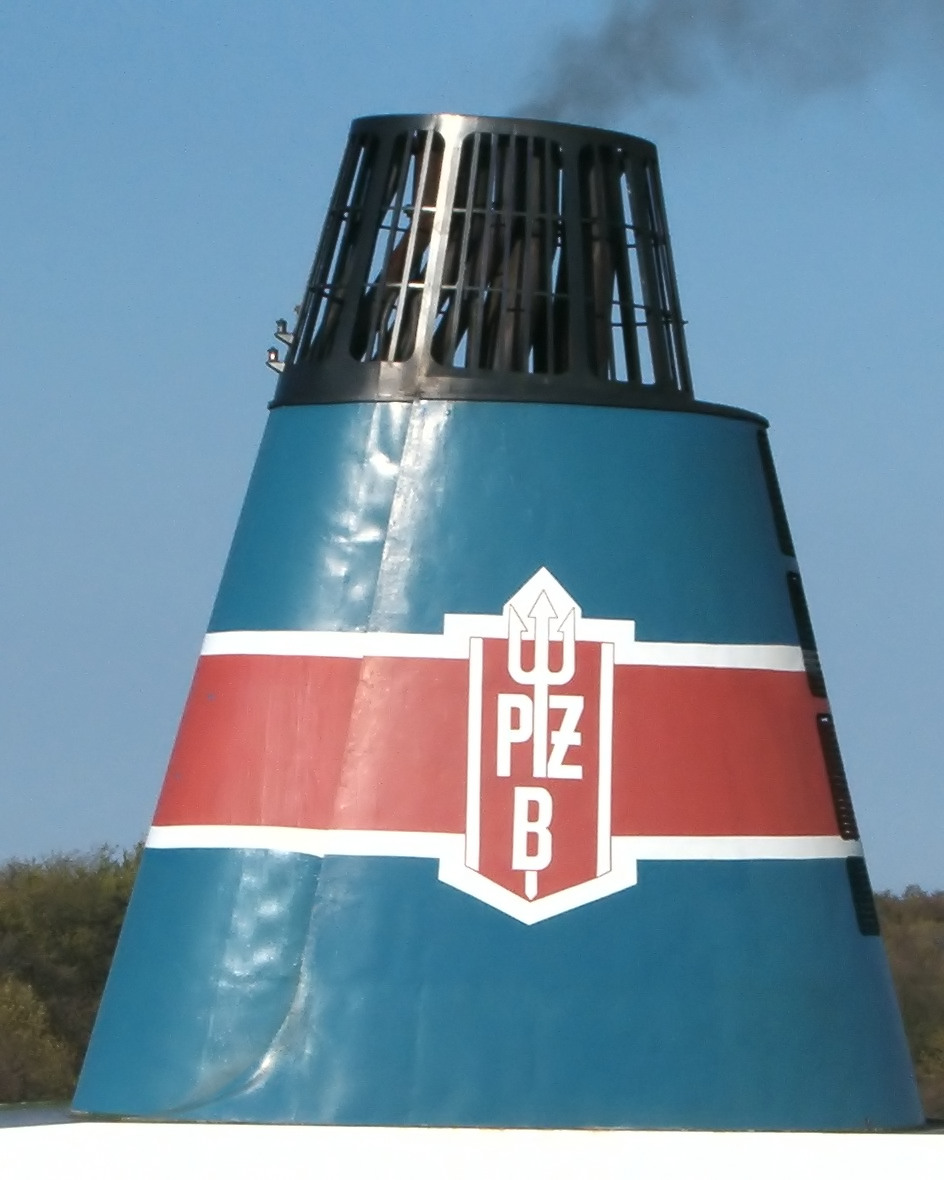
Труба пассажирского парома "Scandinavia" 1980 года компании "Polska Żegluga Morska"
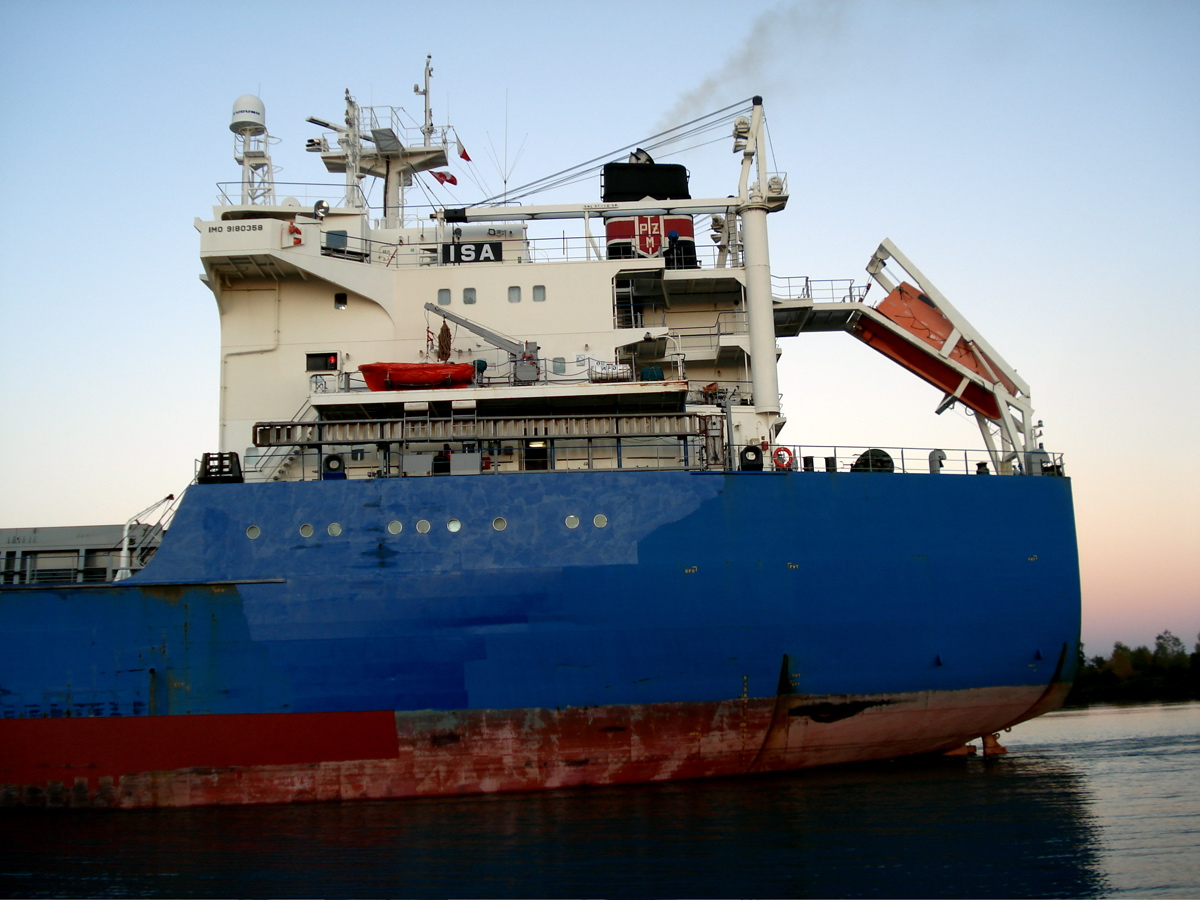
Теплоход «Isa» 1999 года польской компании "Polska Żegluga Morska"

- Модернизация судна — это и смена главного двигателя или установка нового оборудования, что часто влекло за собой установку новых, других по виду, форму труб.

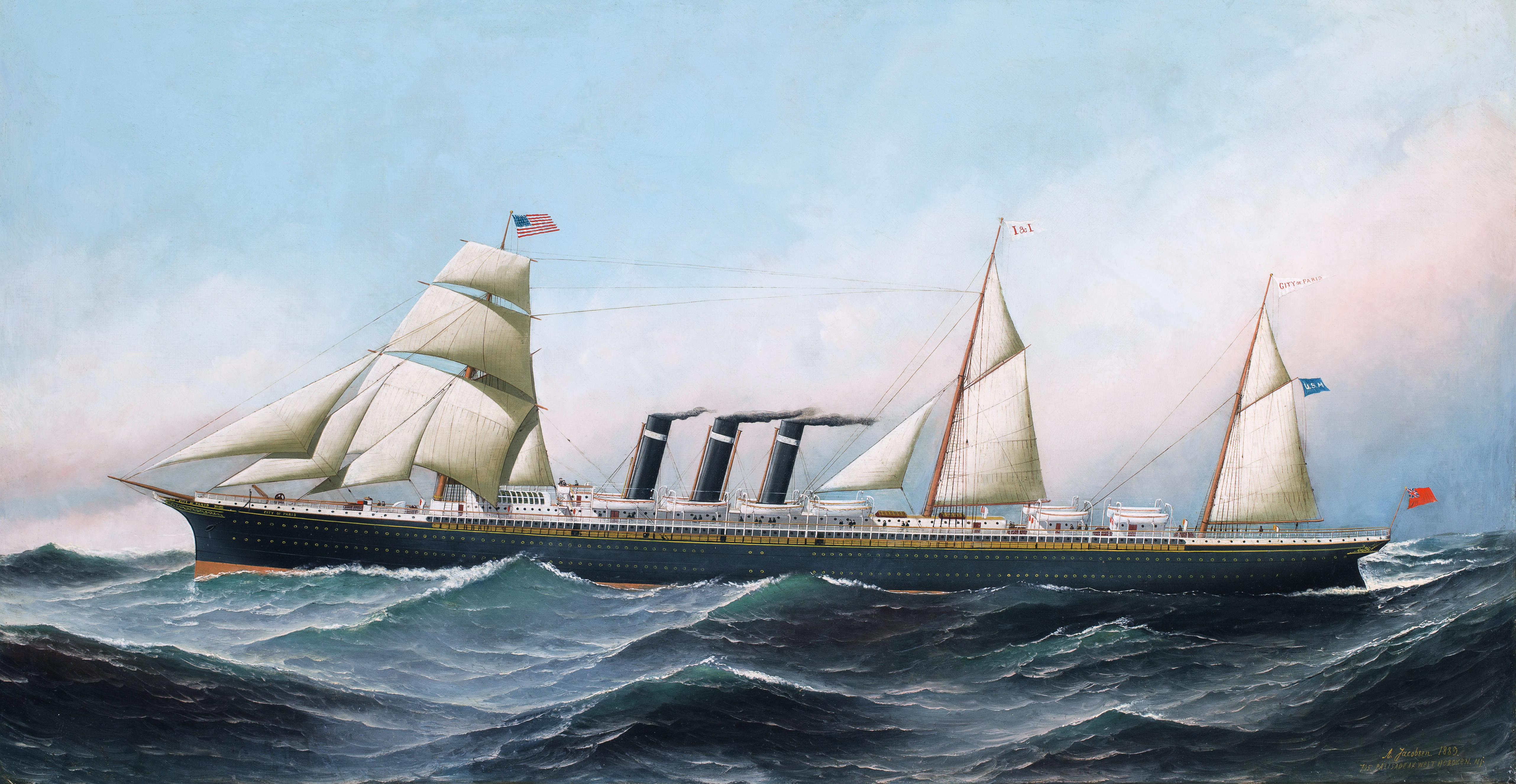
Пароход "City of Paris" компании "Inman Line" первоначально имел 3 трубы
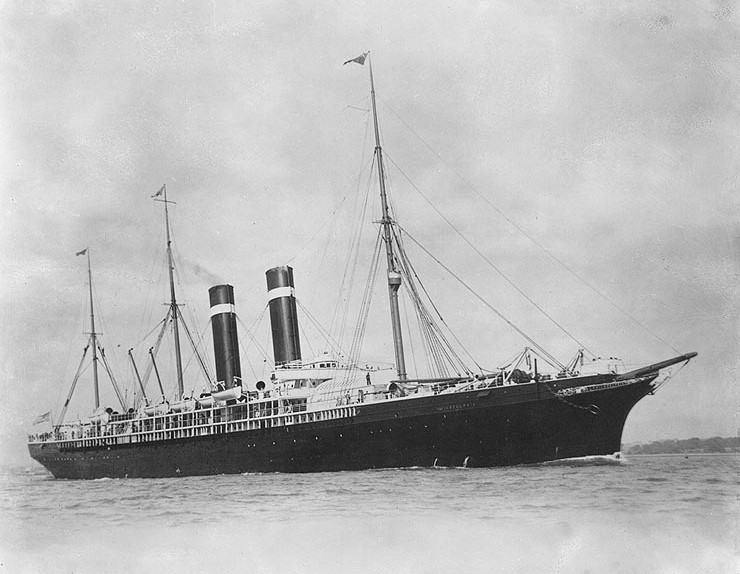
Это тот же "City of Paris", но после посадки на мель ему установили новый двигатель и установили новые две более длинные трубы, вместо трёх старых и коротких

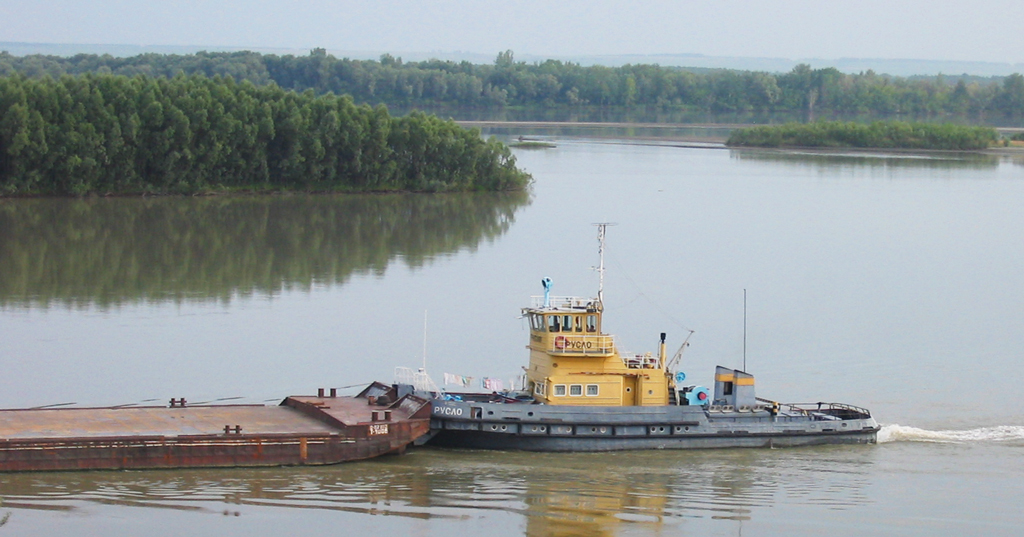
Буксир-толкач "Русло" в 2005 году. Имеются дымовые трубы
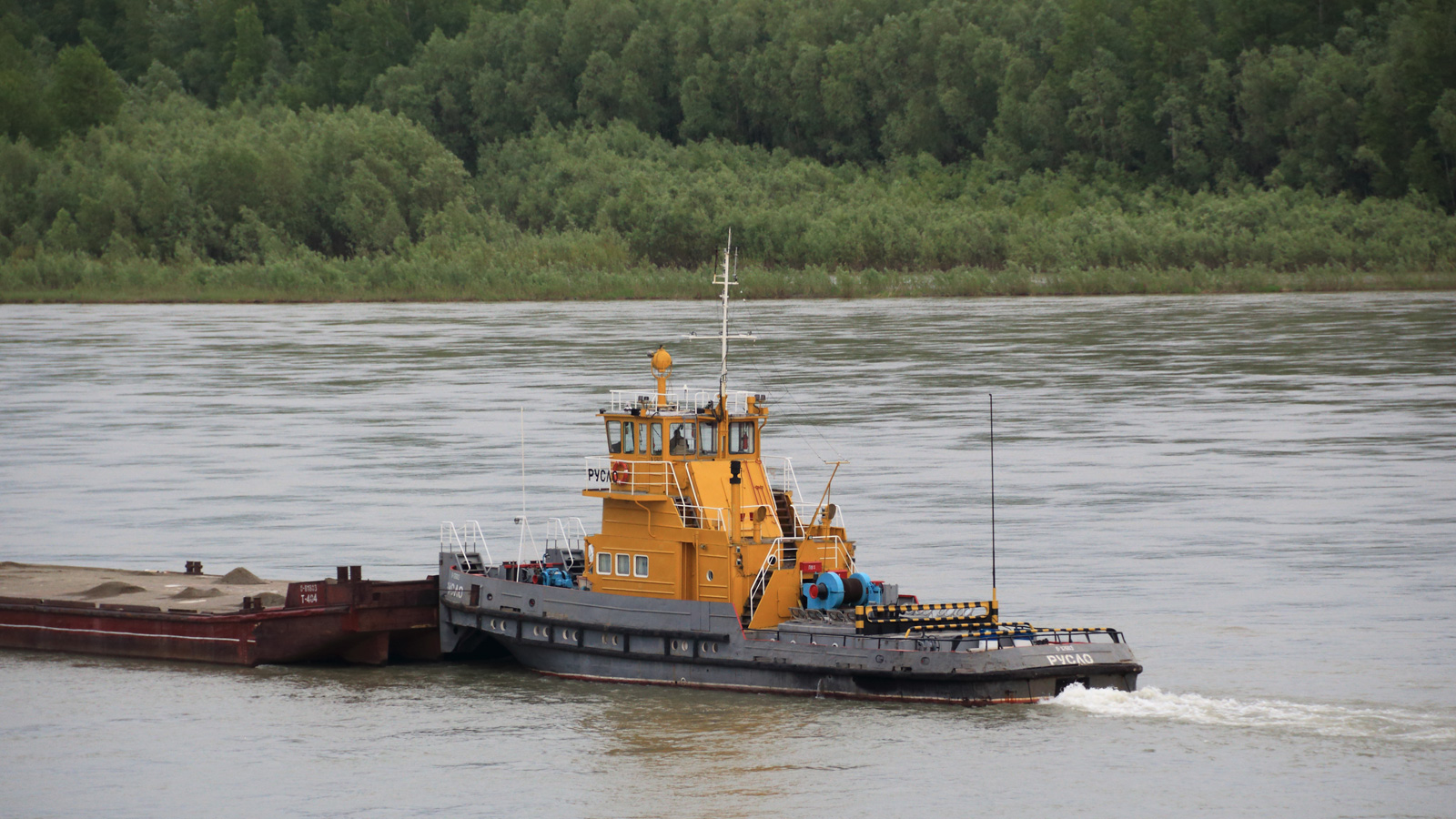
То же судно в 2015 году. Дымовые трубы демонтированы, сделан бортовой подводный выхлоп
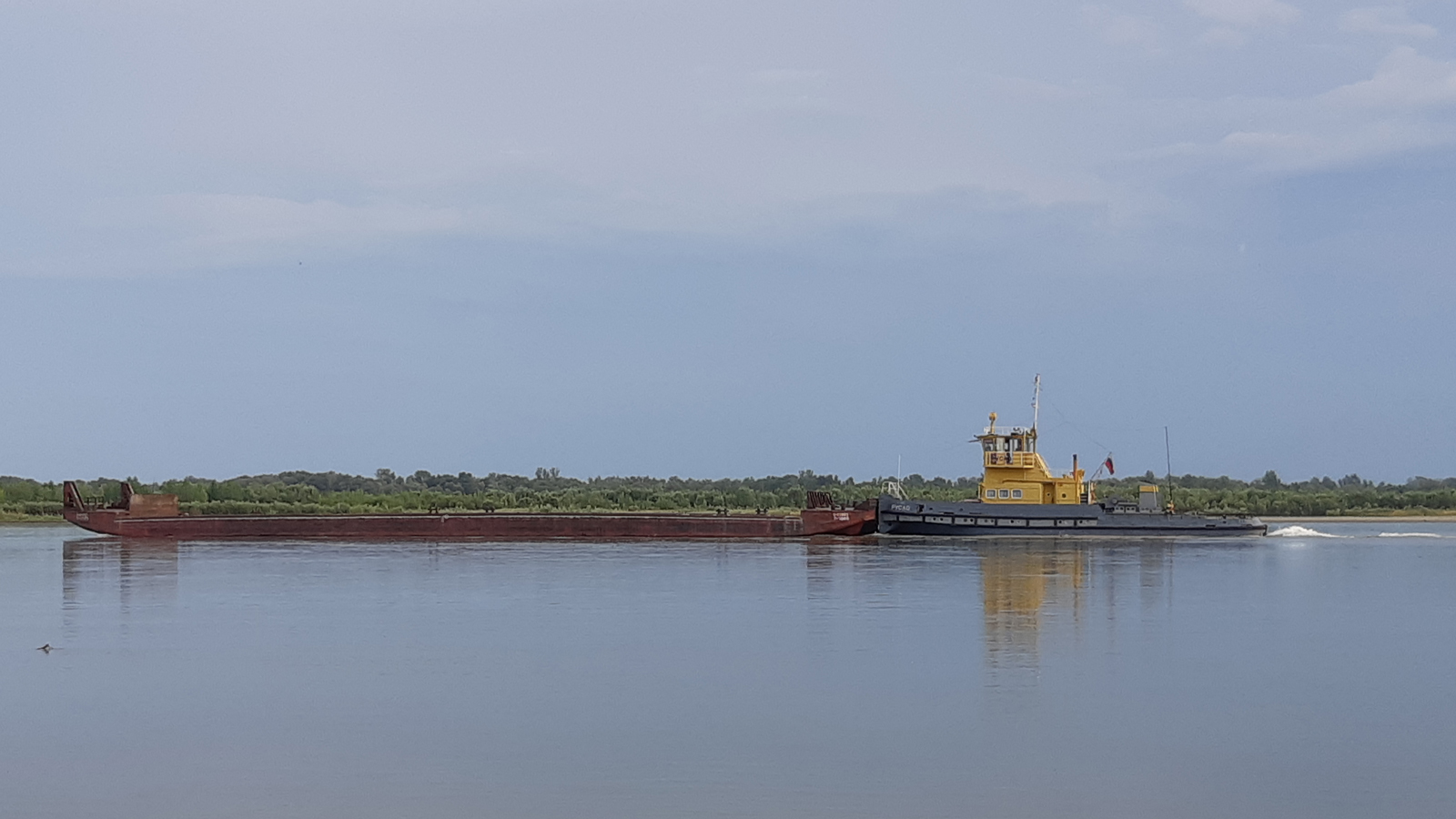
Это же судно в 2022 году. Заменены главные двигатели. Вновь установлены дымовые трубы

Опытные моряки могут приблизительно сказать возраст судна (или год постройки) по трубе и прочим частям судна. Это можно определить и по старым фотографиям, рисункам судов. Существует понятие «современная труба» (исп. modern chimenea) — но это всё относительно (то что сегодня — современно, завтра — уже старо).

## Тюнинг трубы
Тюнинг преследует 2 цели или 1 из них:
- Практичность трубы судна, что часто применяют на грузовых и прочих транспортных судах. Для такого тюнинга должна быть причина видоизменения трубы или её окраса. Основная причина, как правило, задымлённость от выступающего дыма трубы или, как правило, её верхней части. Основная преследуемая цель такого тюнинга — практичность.

Пример такого тюнинга турбоходы типа «Ленинский Комсомол», трубы которых после постройки были белыми с красной полосой и серпом и молотом посередине, а позднее стали менять цвет трубы на чёрный или чёрный только верх трубы и устанавливали продолжение трубы, то есть труба в дымовой трубе. Можно определить какого года или периода фотография в зависимости от окраса трубы на фотографии судов этого типа.

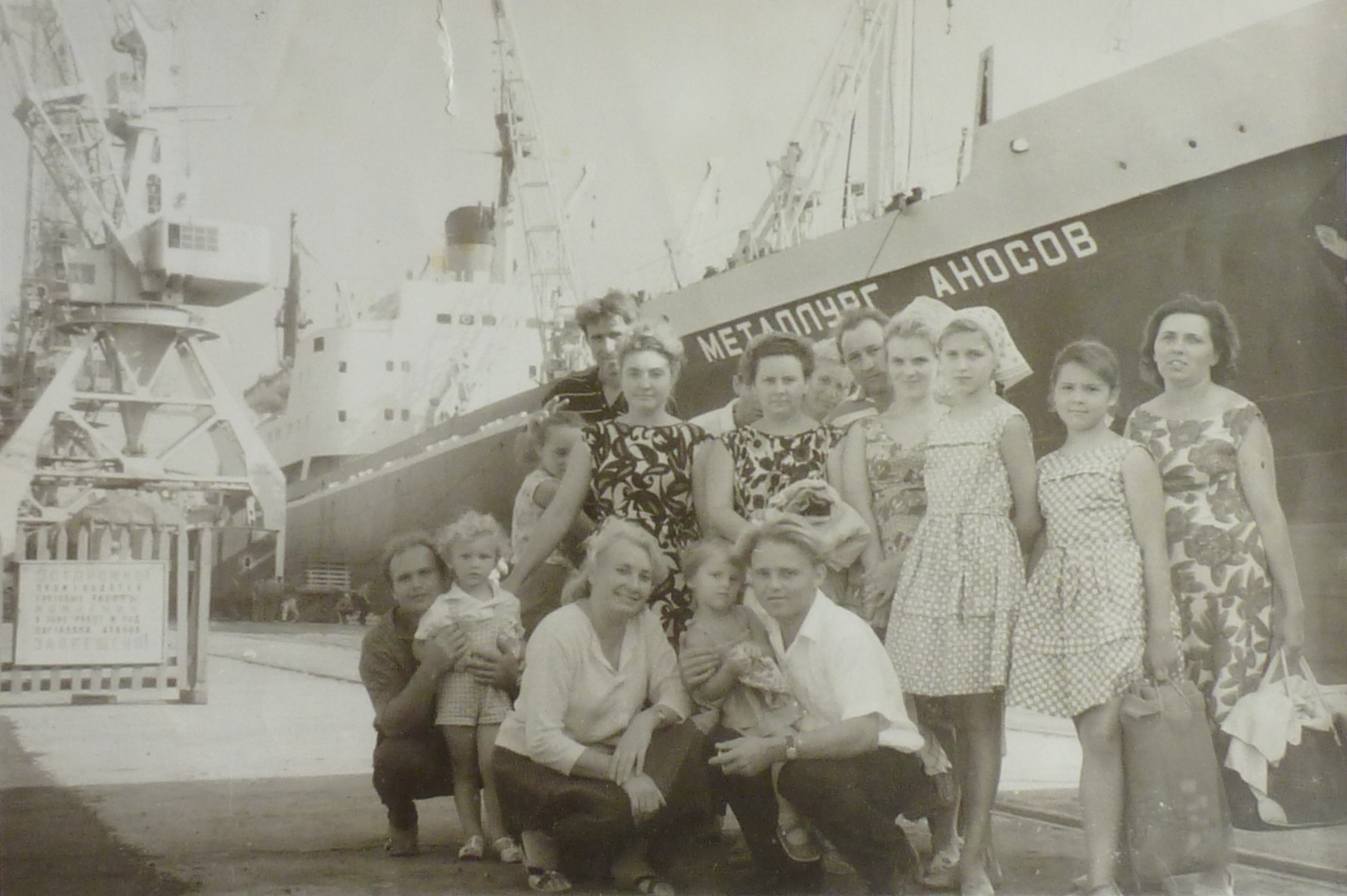
Турбоход «Металлург Аносов», некоторые члены экипажа и их семьи (фото из личного архива). Лето 1964 года. Верхнюю треть трубы покрасили в чёрный цвет
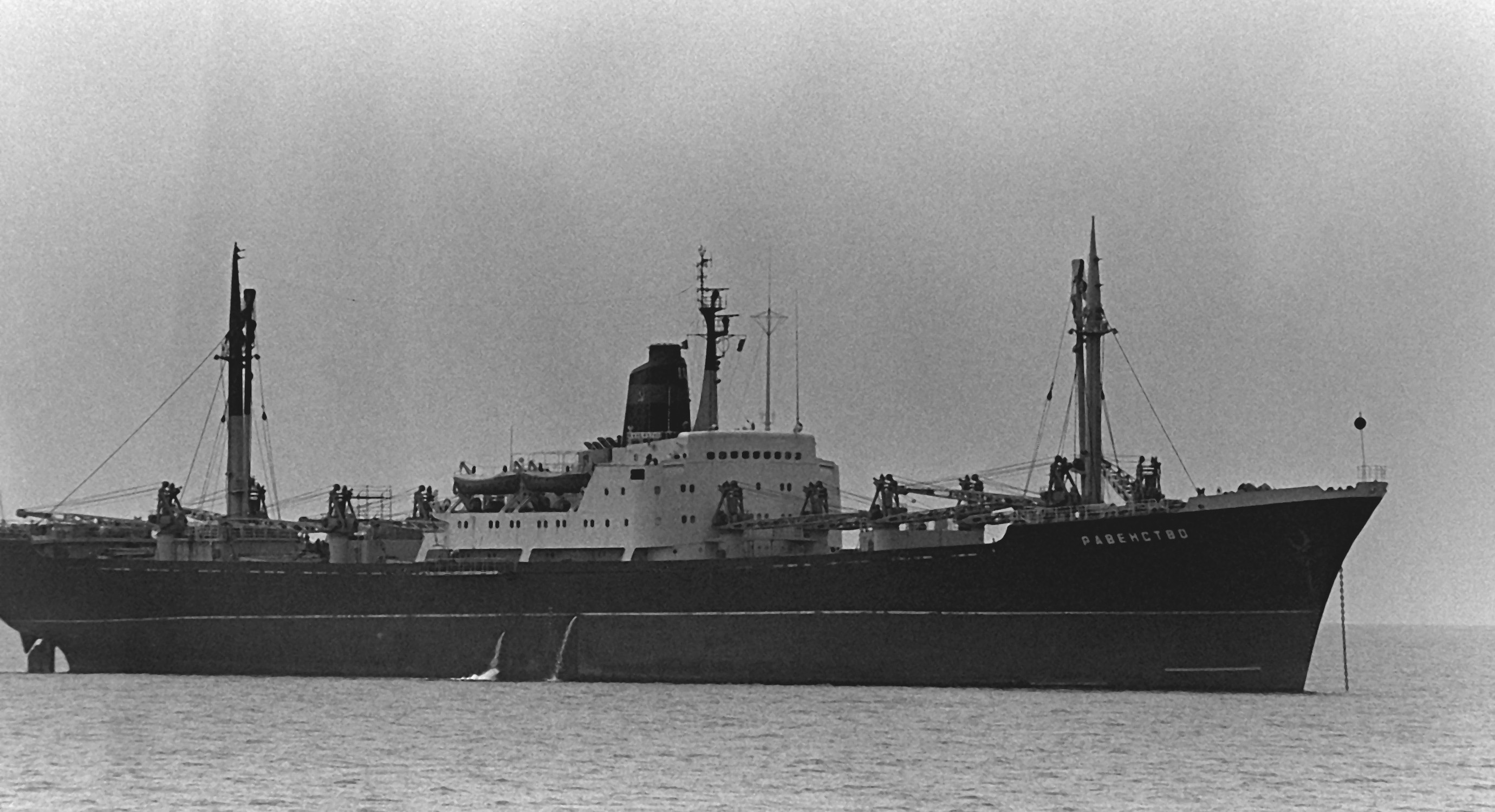
Турбоход «Равенство» на якоре. Июль 1979 года. Труба в трубе и всю белую часть трубы перекрасили в чёрный цвет

- Смена дизайна труб судов часто применима на пассажирских судах для улучшения вида судна и привлечения больше пассажиров. Другими словами, это делали для рекламы компании, судна.

Пример такого тюнинга — пассажирское судно RMS Queen Elizabeth 2, труба которого прошла тюнинг в процессе ремонта в 1986 году.

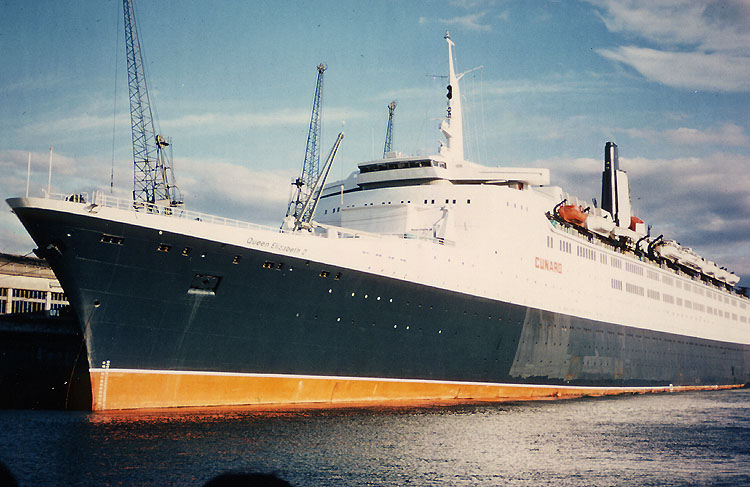
«Куин Элизабет 2» с оригинальной белой трубой 1976 года
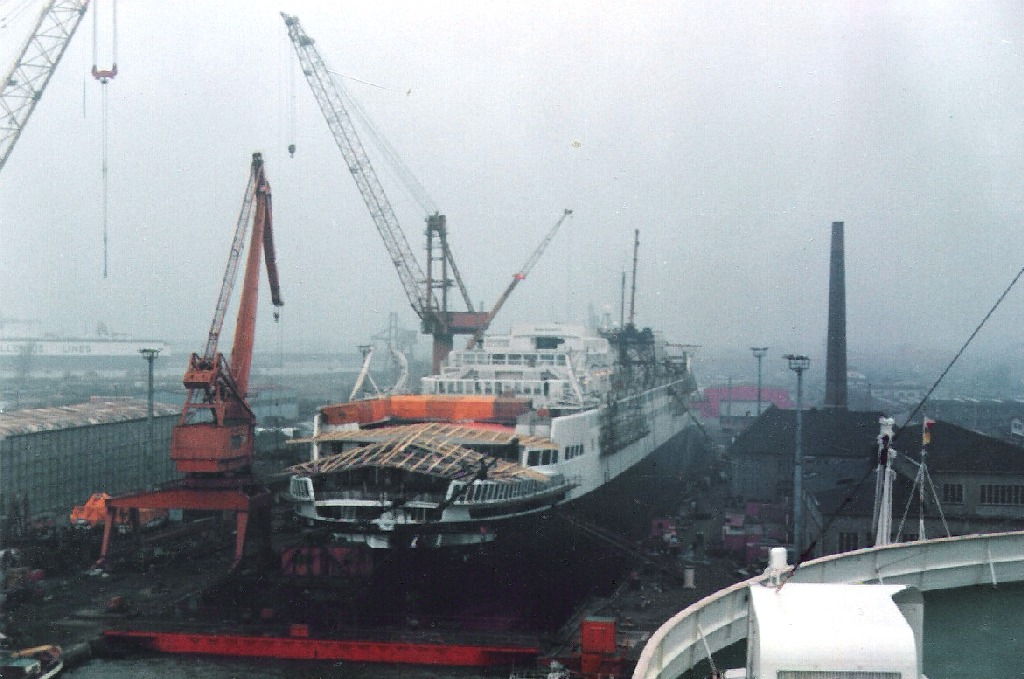
Смена двигателей в Бремерхафене в ноябре 1986 года
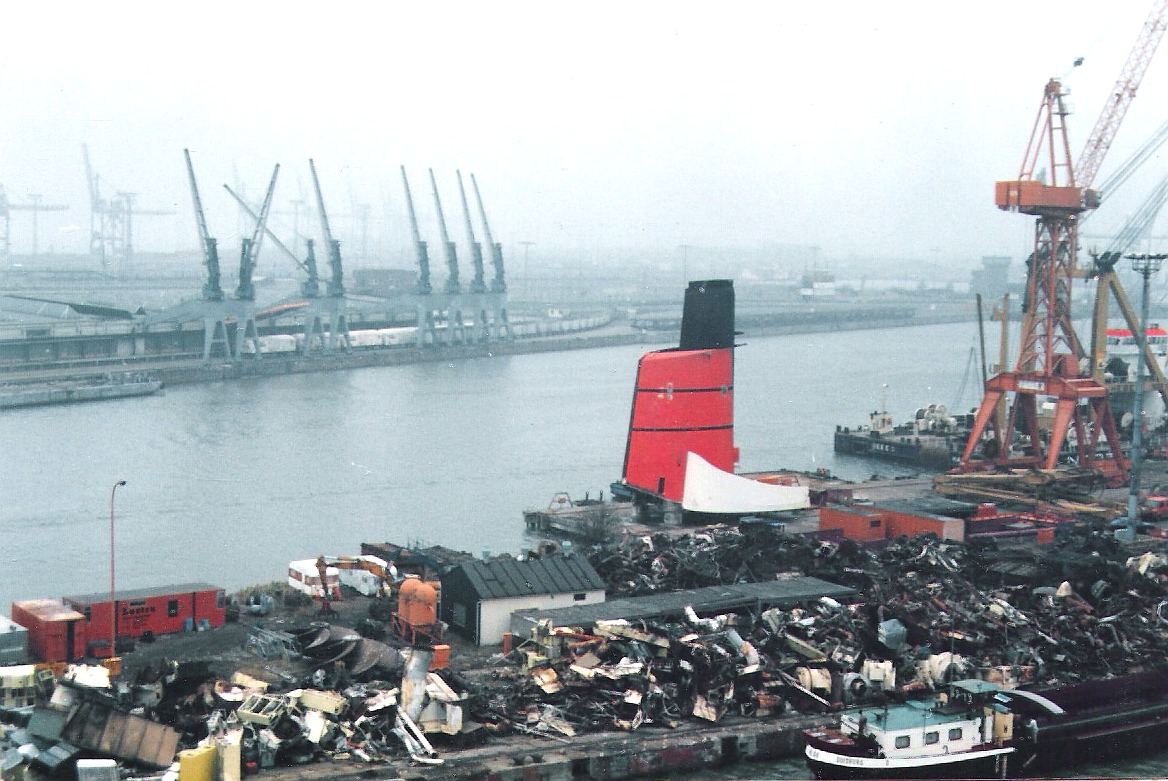
Смена трубы в Бремерхафене в ноябре 1986 года
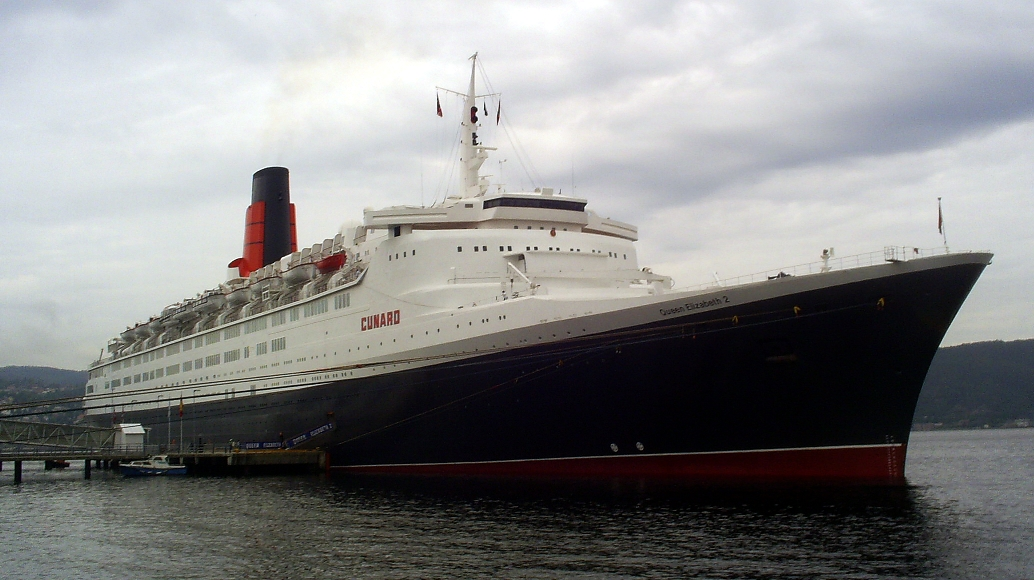
«Куин Элизабет 2» в Тронхейме